# Albertacce
Albertacce (prononciation en français: [albɛʁtatʃe]) est une commune française située dans la circonscription départementale de la Haute-Corse et le territoire de la collectivité de Corse. Le village appartient à la piève de Niolo.

## Géographie

### Situation
Albertacce est une commune du Niolo, une microrégion longtemps inaccessible d'où les envahisseurs n'ont jamais pu chasser les montagnards, une cuvette longtemps coupée du monde où l'on rencontre des Corses blonds aux yeux bleus et au teint clair et qui est devenu aujourd'hui le royaume de la randonnée. Elle se trouve au cœur du parc naturel régional de Corse dont elle est adhérente dans le « territoire de vie » Niolu.
Albertacce est l'une des cinq communes du Niolo et l'une des douze communes du canton de Niolu-Omessa.
Communes limitrophes

### Géologie et relief

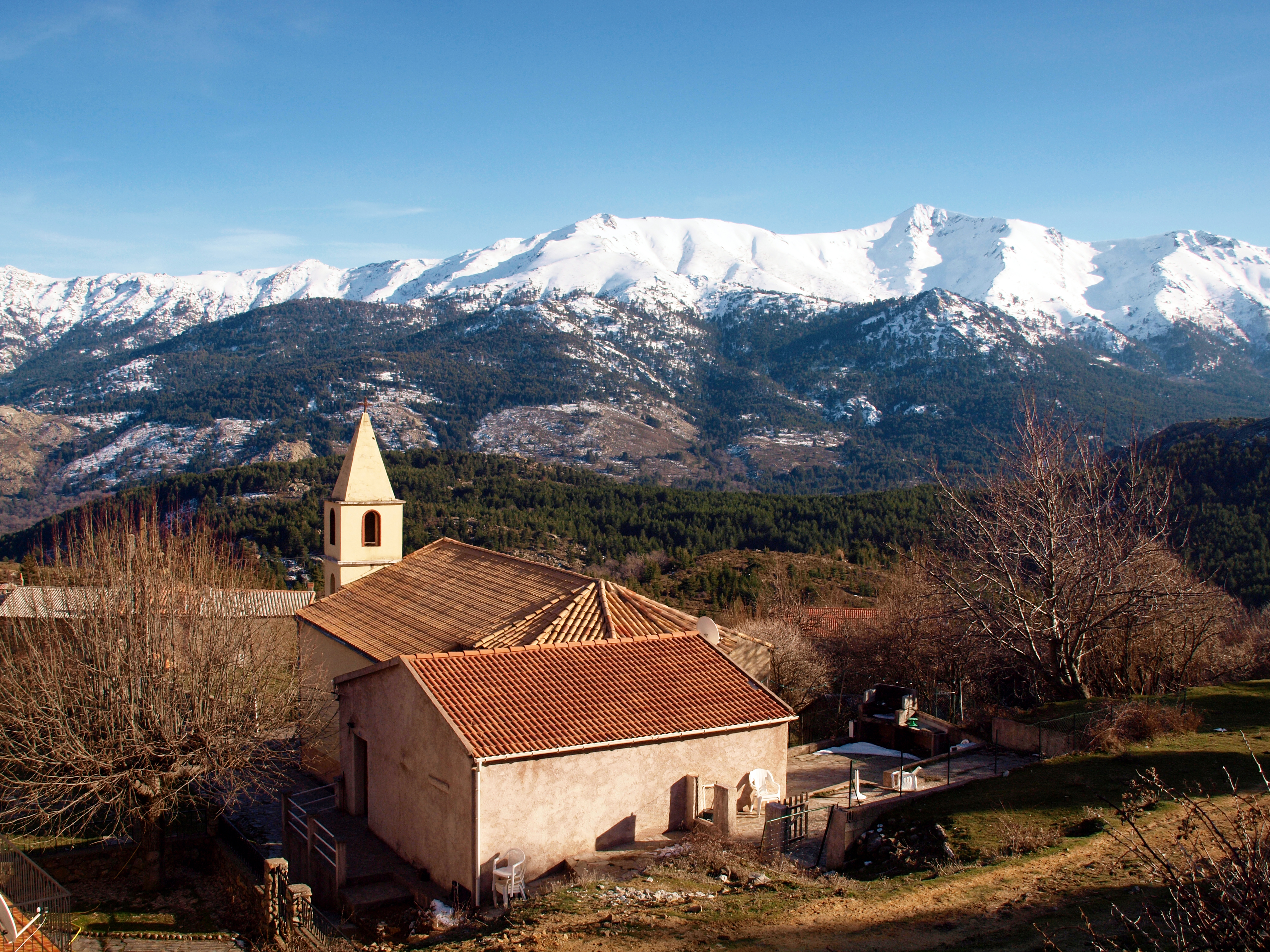
Vue de la Punta Artica depuis Calasima.

Albertacce est une commune de montagne située au centre nord-ouest de l'île, dans l'En-Deçà-des-Monts, dans la « Corse granitique » qui est constituée pour l'essentiel de roches granitiques et est séparée de la Corse orientale où dominent les schistes, par une dépression centrale, sorte de long couloir qui joint l'embouchure du Regino à l'est de L'Île-Rousse, à celle de la Solenzara, sur la côte orientale de l'île. Elle est adossée au versant oriental de la chaîne principale de l'île, sous une ligne de crête allant du Capu Larghia au nord, jusqu'au Capu a u Tozzu au sud, et comprenant des sommets et cols remarquables tels la Punta Minuta, la Paglia Orba, le Capu Tafunatu, le col de Vergio et le col de Saint-Pierre.
La commune occupe la partie sud-ouest du Niolu, une cuvette ouverte au nord-est, ceinturée par un vaste cirque montagneux formé de hauts sommets, et représentant le bassin versant supérieur du Golo.
Le territoire comporte deux chaînons secondaires, entre lesquels s'écoule le Viru :
- l'un au nord, articulé à la punta Crucetta (2 499 m) et orienté dans un axe nord-sud, comportant le Capu Falu (2 540 m) d'où il décline jusqu'au lit du Viru à un point à 1 061 m d'altitude, via le Cappu a l'Inzecca (2 299 m), la Cresta di l'Inzecche, le monte Albanu (2 018 m) et I Cinque Frati (1 986 m) ;
- l'autre à l'ouest, articulé au Capu Guagnarola (1 967 m) et orienté dans un axe ouest-est. Ce chaînon qui décline jusqu'au lit du Viru à un point à 834 m d'altitude proche du Ponte Altu, comporte les sommets Cresta di Furmicuccia, Bocca a e Sponde (1 985 m) où se trouve une station météorologique, Punta Licciola (2 235 m), Punta di Castelluccia (2 188 m), Punta di a Scupiccia (1 678 m) et Capu di u Castellu (1 051 m).

Au nord-est de la forêt de Valdu Niellu, entre la chaîne montagneuse du Cinto et une arête représentée par les sommets Punta Crucetta (2 499 m), Capu Falu (2 540 m), Capu di l'Inzecca (2 299 m), la Cresta di l'Inzecche, Monte Albanu (2 018 m) et les remarquables I Cinque Frati (1 986 m), se situe la haute vallée du Viru affluent du Golo.
Limites territoriales
Ses limites sont marquées :
- au nord et à l'ouest, par la principale chaîne montagneuse de la Corse, celle du massif du Cinto avec la Paglia Orba (2 525 m), le Capu Tafunatu (2 335 m), le Capu a e Gharghiole (2 105 m), le Capu di Guargnerola (1 967 m), la Punta de Cricche (2 057 m), le col de Vergio (1 478 m), le Capu a Rughia (1 712 m) et la Bocca San Pedru (1 452 m) ;
- au sud, par la chaîne montagneuse du massif du Rotondo, ses limites étant ponctuées par les sommets U Tritore (1 725 m) le plus méridional, Punta Artica (2 327 m) et Capu-di-a-Facciatu (2 113 m) ;
- à l'est, par une ligne dirigée au nord depuis le Capu di a Facciatu, passant par le Castellu Montone (1 493 m), la bergerie de Tileri (1 040 m), qui rejoint le Golo en aval du Ponte Altu et longe le fleuve jusqu'au lac de Calacuccia. Cette ligne contourne le village d'Albertacce et son hameau Pietra-Zitamboli pour remonter jusqu'à la Punta Crucetta (2 499 m) en suivant une ligne de crête passant par le Capigliole a e Furchelle (1 401 m), le Capu di Villa (2 184 m) et le Capu Falu (2 540 m).

### Hydrographie

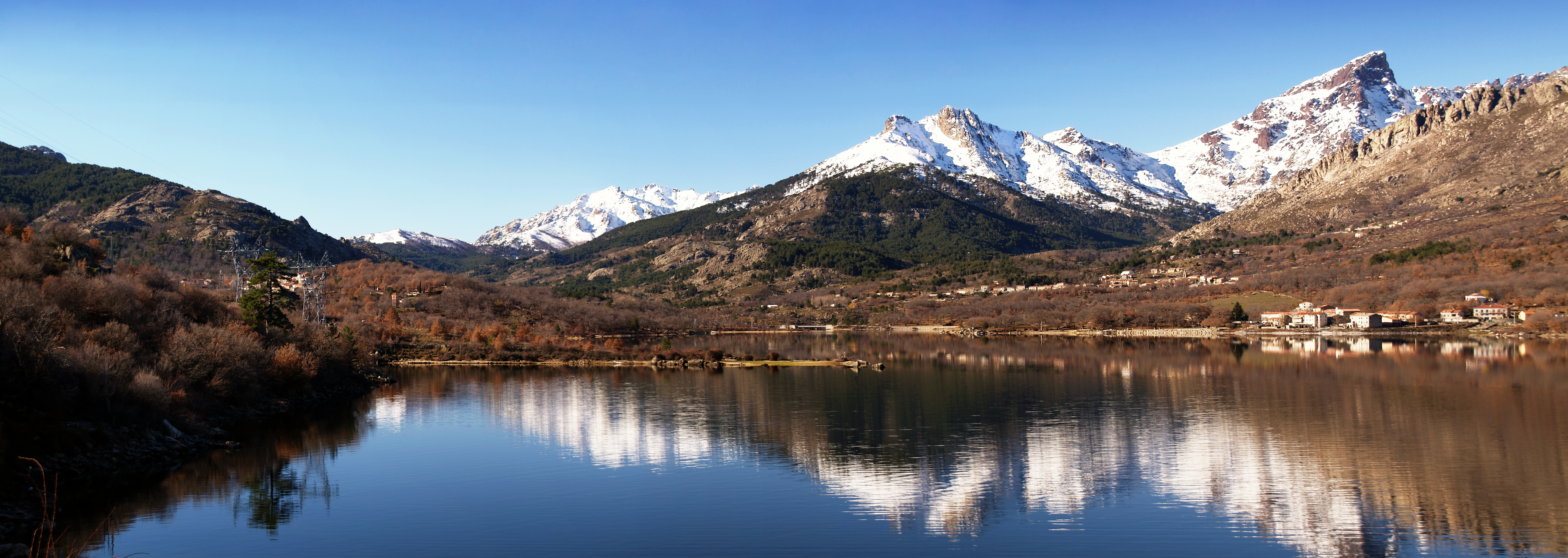
Panorama d'Albertacce.

Le réseau hydrographique comporte de nombreux torrents et sources. Les principaux sont le Golo et son affluent le Viru.

#### Golo

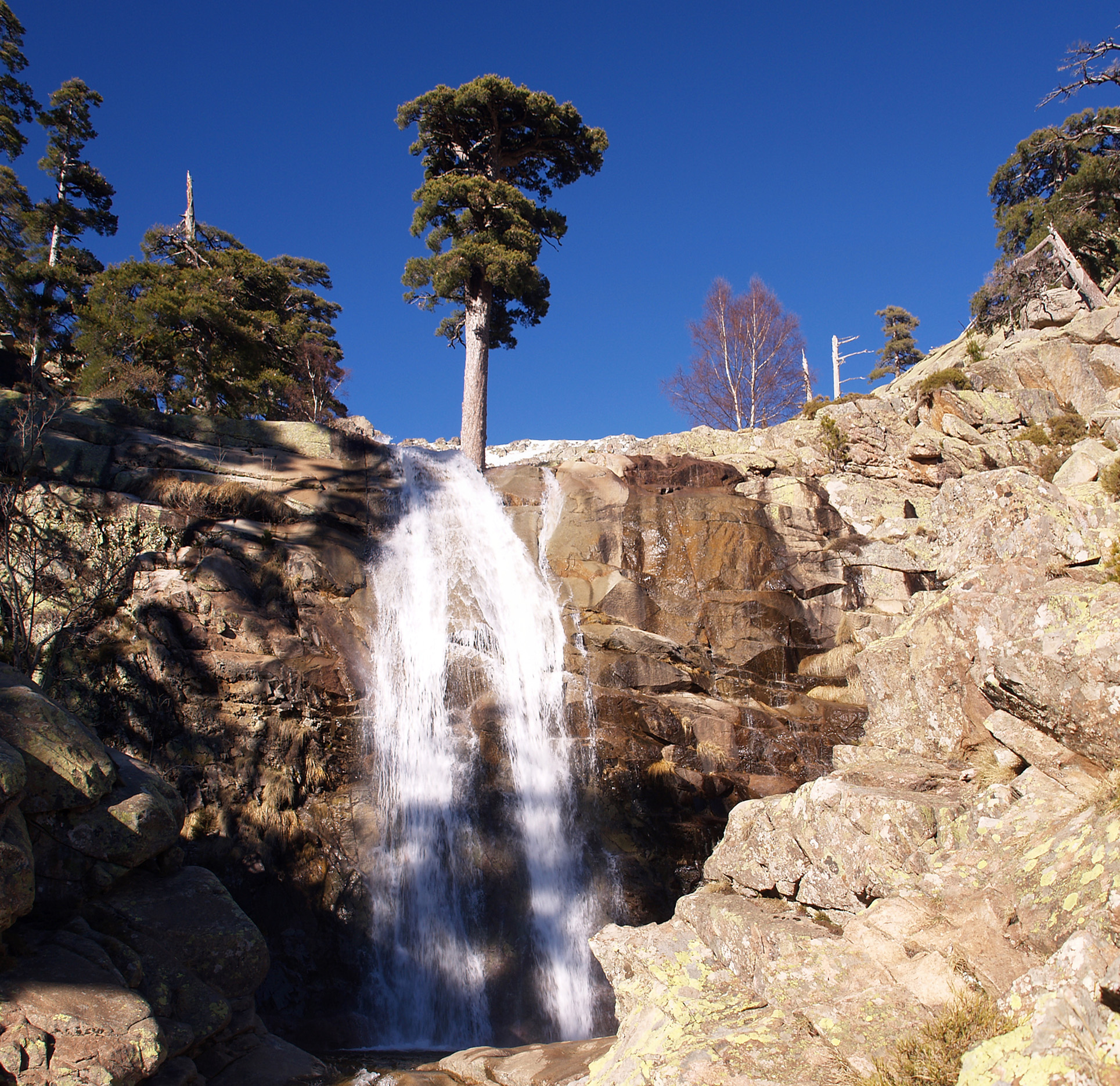
Cascade de Radule dans la forêt de Valdu Niellu.

Le fleuve Golo prend sa source à 1 991 mètres d'altitude à l'extrême ouest de la commune, au sud de la Paglia Orba (2 525 m) et à 200 m au sud du Capu Tafunatu (2 335 m). En traversant la forêt de Valdu Niellu, il crée la remarquable cascade de Radule, à la fois sur le sentier de randonnée Mare a mare Nord et celui de transhumance, toute proche du GR 20. Plus en aval, il coule sous le pont de San Rimeriu où se trouve la bergerie de Tillarga et les ruines de la chapelle San Rimeriu. À l'approche du village d'Albertacce il passe sous le pont de la route D84 puis sous le ponte Altu, un remarquable pont génois désaffecté. L'été venu, les piscines naturelles du Golo sont des havres de fraîcheur pour les villageois, vacanciers et touristes de passage. Son cours est interrompu par le barrage de Calacuccia. Il quitte la commune 200 mètres en amont du pont de Mazzola de la route D 218.

#### Viru

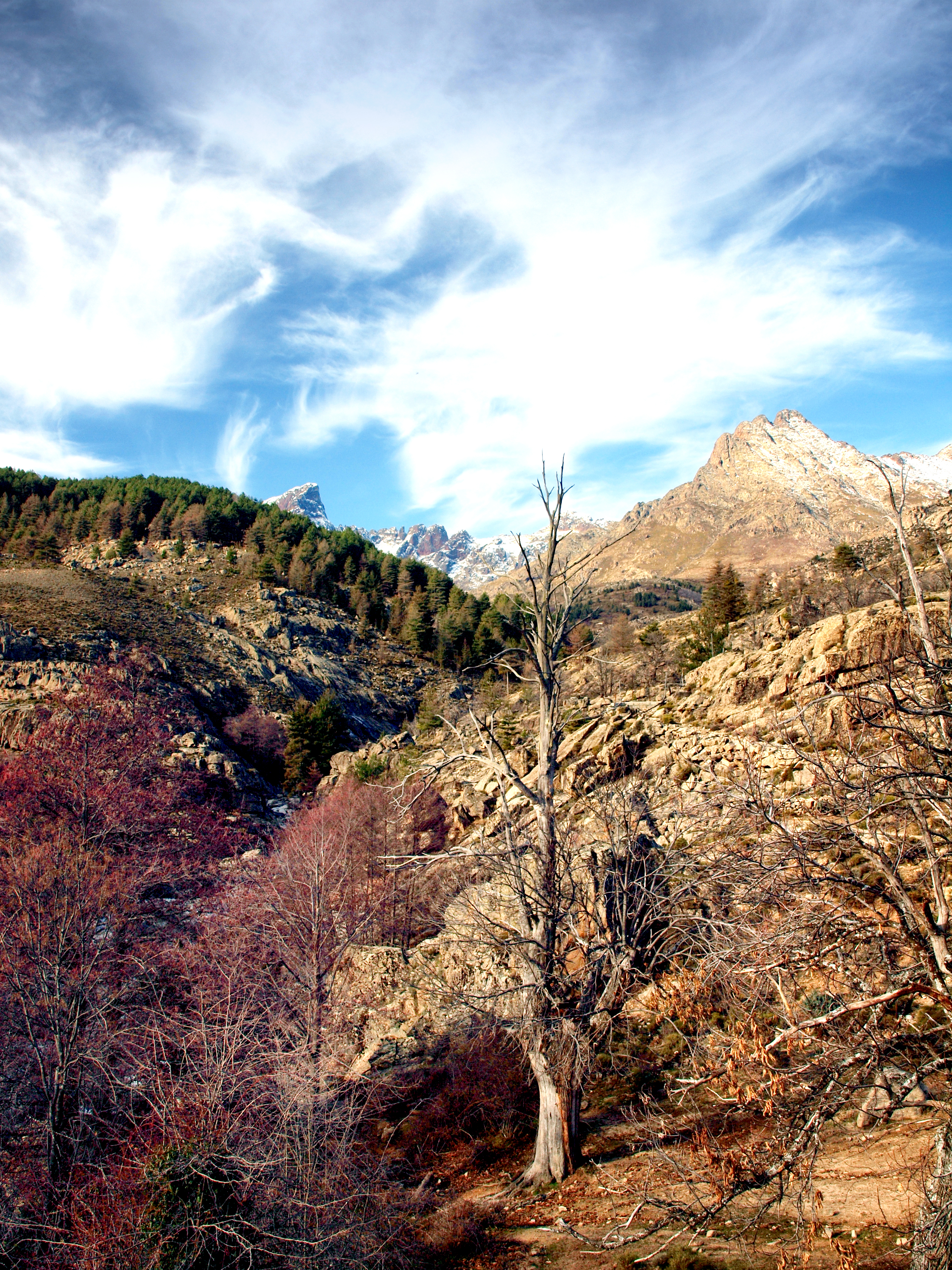
Le Viru vu depuis le Ponte Altu.

Le Viru principal affluent du Golo sur la commune, - la confluence se situe à 115 m en amont du Ponte Alt -, est alimenté par plusieurs ruisseaux dont le ruisseau de Poggiolo, le ruisseau de Paglia Orba, le ruisseau de Sambuchellu, le ruisseau du Valdellu et celui de Foggiale longé en partie par le GR 20.
Au fond des lits des ruisseaux, on trouve des espèces endémiques : des discoglosses (a bariulata) crapauds vivant jusqu'à 1 900 m et des euproctes (a tarentella). L'euprocte de Corse n'a pas de poumons. Il respire par la peau et la cavité buccale.

### Climat et végétation
Au milieu de cette sorte de cuvette au sol siliceux peu profond, reposant sur un socle hercynien granitique, s'étend la forêt de Valdu Niellu, vaste forêt territoriale composée de pins laricio majoritaire, d'autres résineux et de bouleaux apportés, et d'aulnes odorants (u bassu), traversée par le Golo, qui occupe toute la partie occidentale de la commune et est adossée au nord à la principale chaîne montagneuse de la Corse et sur les flancs nord-ouest du massif du Rotondo.
Les versants occidentaux de la haute vallée du Viru sont couverts par la forêt communale d'Albertacce composée essentiellement de pins laricci. Le pin laricio (a large en langue corse) fait partie de la grande famille des pins noirs. Il peut se rencontrer entre 1 000 m à 1 800 m sur les versants ensoleillés. On peut y découvrir la sittelle corse, oiseau sédentaire qui se déplace sur les troncs la tête en bas et dont on compte 2 000 couples en Corse.
À l'étage subméditerranéen, la châtaigneraie couvre le sol au-dessus de 600 m et jusqu'à 900 m d'altitude. La microrégion est parfois nommée « la petite Castagniccia ».
Dans le prolongement de Valdu Niellu, sur le versant méridional du col de Vergio, se trouve une autre remarquable forêt territoriale de pins laricio, la forêt d'Aïtone (Évisa).
Vers les crêtes à l'ubac, entre 1 600 et 2 100 mètres, pousse l'aulne odorant (u bassu en langue corse). Arbuste sans tronc, il dépasse rarement les 3 mètres de haut. Ses feuilles sont poisseuses et ses branches étaient autrefois utilisées par les bergers pour couvrir leur cabane. Il est dit-on impénétrable. On découvre dès février en montagne, les premiers crocus corsicus, espèce des îles de la Corse et de la Sardaigne. Sur les hauteurs, on peut apercevoir des mouflons de la colonie du Cinto.

### Voies de communication et transports

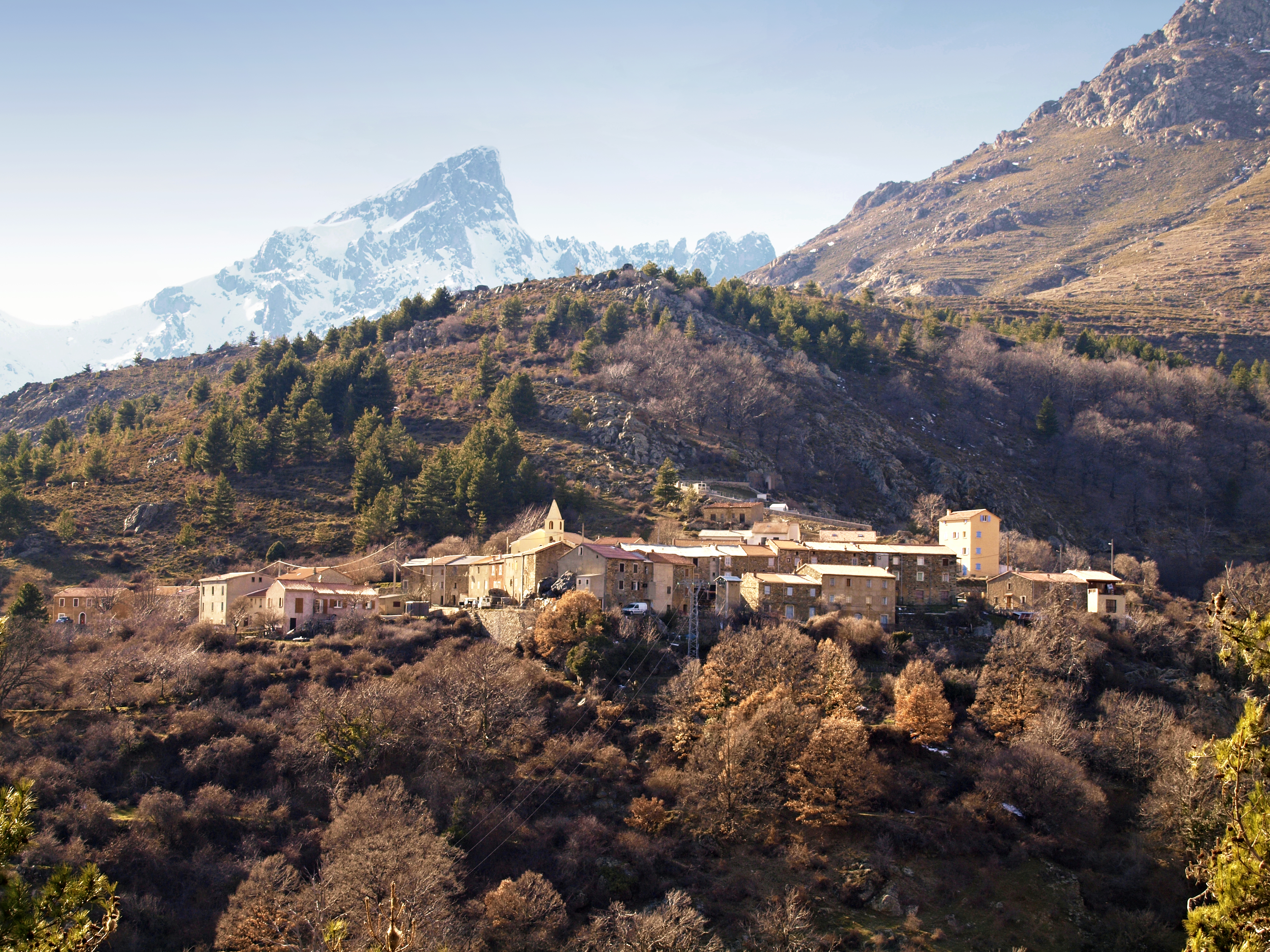
Vue de Calasima.

#### Accès routiers
L'accès à Albertacce se fait par la D 84, seule route qui traverse le Niolo et qui dessert toutes les communes de la microrégion. la D 84 a désenclavé le Niolu depuis la fin du XXe siècle.
Reliant la RN 193 à l'est depuis Francardo (Omessa) à la D 81 à l'ouest à Porto (Ota (Corse-du-Sud)), la D 84 est une route qui passe par de remarquables sites touristiques : le célèbre défilé de la Scala di Santa Regina (Corscia) à l'est, le col de Vergio (1 478 m) où se dresse l'imposante statue (6 mètres de haut) du Christ Roi du sculpteur Noël Bonardi au centre et les remarquables gorges de la Spelunca (Marignana) à l'ouest.
Son ancienne appellation (toujours portée au cadastre) est « route forestière no 9 de Porto à Francardo ».
Pour se rendre à Calasima, prendre la route D 318 au village d'Albertacce. Après le village de Calasima, cette route se poursuit sur quelques kilomètres en une piste longeant le ruisseau u Viru et prend fin quelques kilomètres plus haut à 1 096 m.

#### Transports
Il n'existe aucun transport public de voyageurs et de marchandises à Albertacce ; mais il existe un transport en commun à Calacuccia, village voisin. Le village est distant, par route, de :
- 64 km de l'aéroport de Bastia Poretta,
- 80 km du port de commerce de Bastia,
- 24 km de la gare la plus proche, la gare de Francardo.

## Urbanisme

### Typologie
Au 1er janvier 2024, Albertacce est catégorisée commune rurale à habitat dispersé, selon la nouvelle grille communale de densité à sept niveaux définie par l'Insee en 2022.
Elle est située hors unité urbaine et hors attraction des villes,.

### Occupation des sols
L'occupation des sols de la commune, telle qu'elle ressort de la base de données européenne d’occupation biophysique des sols Corine Land Cover (CLC), est marquée par l'importance des forêts et milieux semi-naturels (99,8 % en 2018), une proportion identique à celle de 1990 (99,7 %). La répartition détaillée en 2018 est la suivante : 
milieux à végétation arbustive et/ou herbacée (38,6 %), forêts (34,8 %), espaces ouverts, sans ou avec peu de végétation (26,4 %), zones agricoles hétérogènes (0,3 %). L'évolution de l’occupation des sols de la commune et de ses infrastructures peut être observée sur les différentes représentations cartographiques du territoire : la carte de Cassini (XVIIIe siècle), la carte d'état-major (1820-1866) et les cartes ou photos aériennes de l'IGN pour la période actuelle (1950 à aujourd'hui).

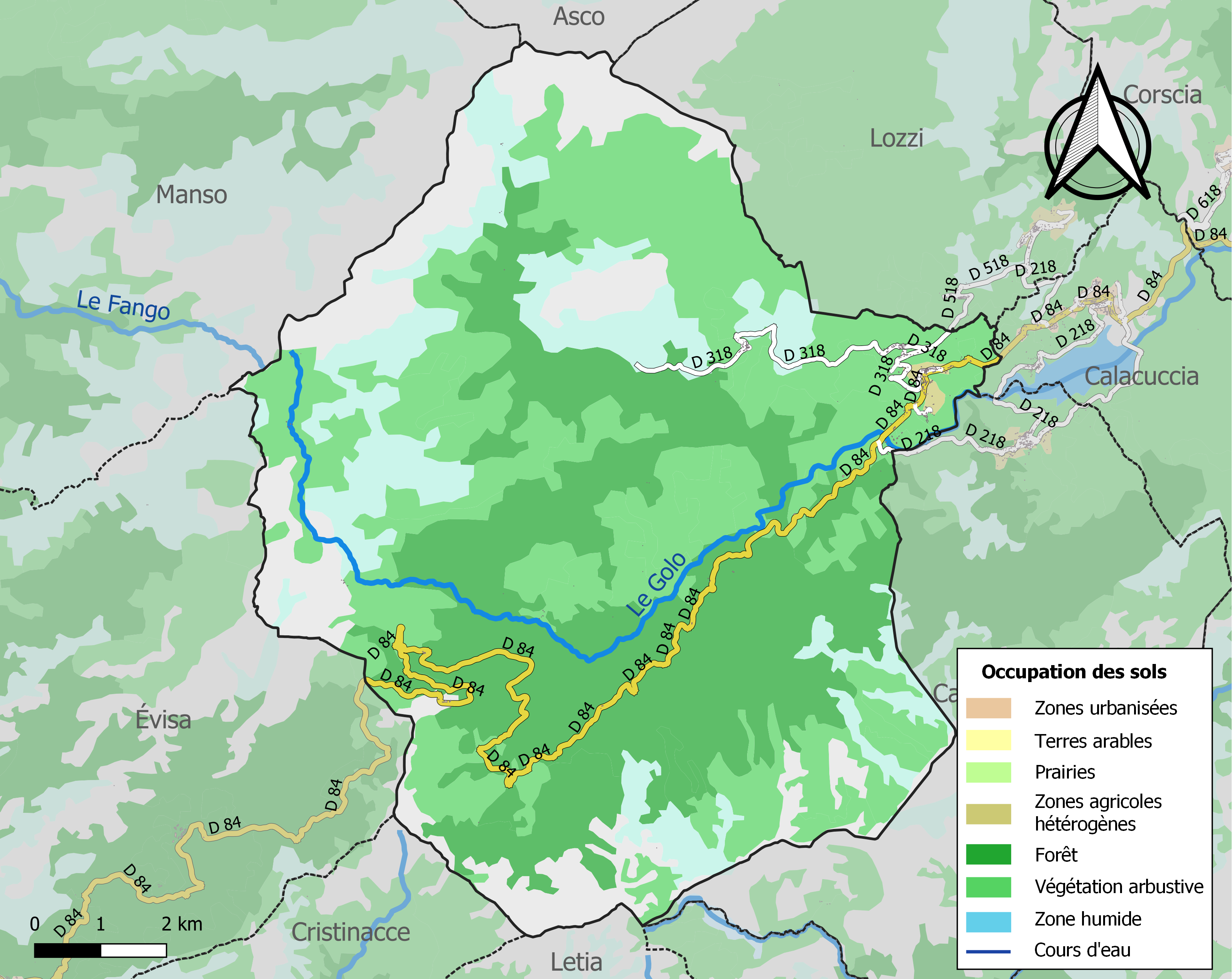
Carte des infrastructures et de l'occupation des sols de la commune en 2018 (CLC).

### Albertacce-Village
Le village d'Albertacce (E Lupertacce) est construit en pente douce jusqu'au Golo, dans une remarquable châtaigneraie entretenue, exploitée. Quoique étant proche du lac de Calacuccia, les limites de la commune ne l'atteignent pas. Les habitations sont en partie groupées avec des commerces, autour de l'église paroissiale, les autres alignées le long de la D 84.
Le bâti se présente avec d'anciennes constructions aux toits de tuiles rouges et murs en moellons de granite gris apparents. Certaines maisons massives, de style baroque, étaient d'anciennes demeures de notables.
Albertacce dispose d'un réservoir et d'une station d'épuration.

### Pietra et Zitamboli

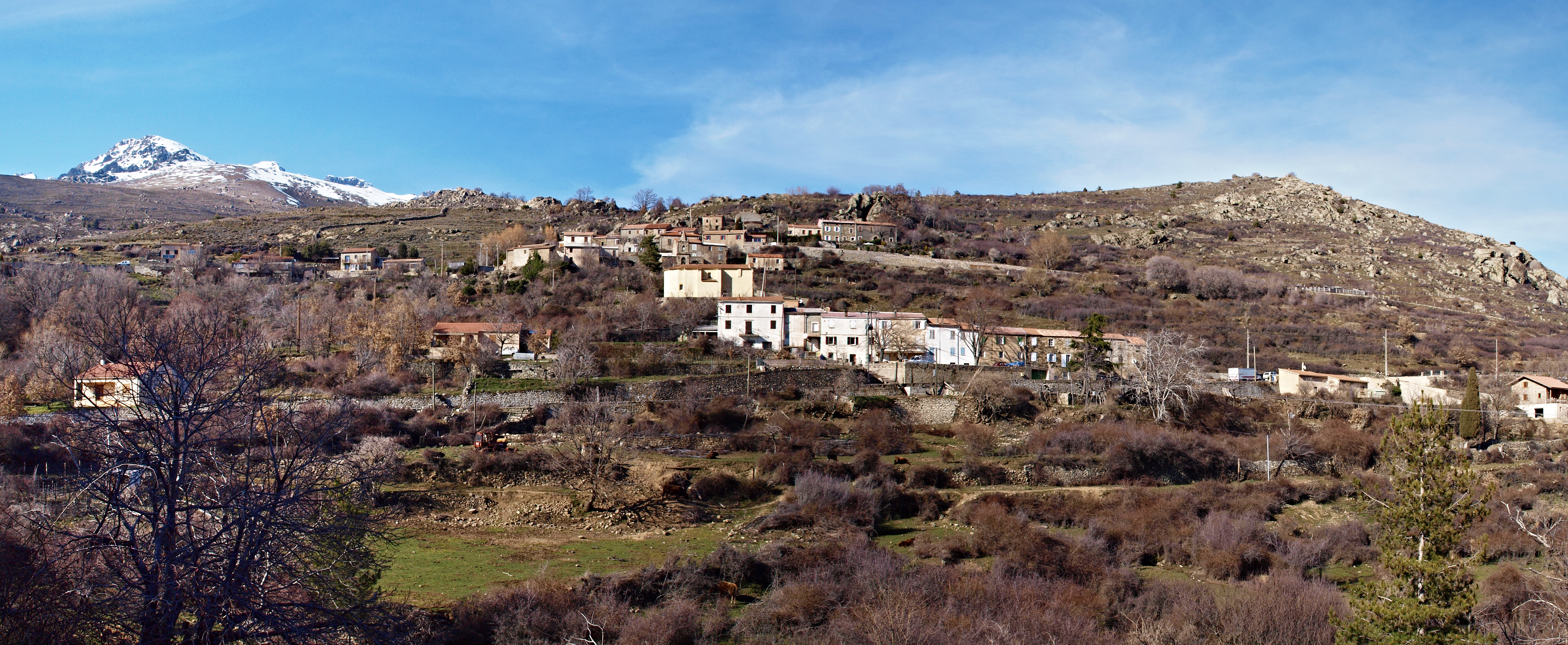
Panorama de Pietra-Zitamboli.

Pietra (A Petra) et Zitamboli (Zitàmbuli) sont deux hameaux voisins au nord-ouest du village d'Albertacce, Zitamboli étant situé au-dessous de Pietra. Entre les deux, une église a été construite. Son clocher est semblable à celui de l'église paroissiale du village et à ceux de communes voisines. Son accès est difficile. Les deux hameaux sont desservis par la petite route D 318 qui mène à Calasima.

### Calasima

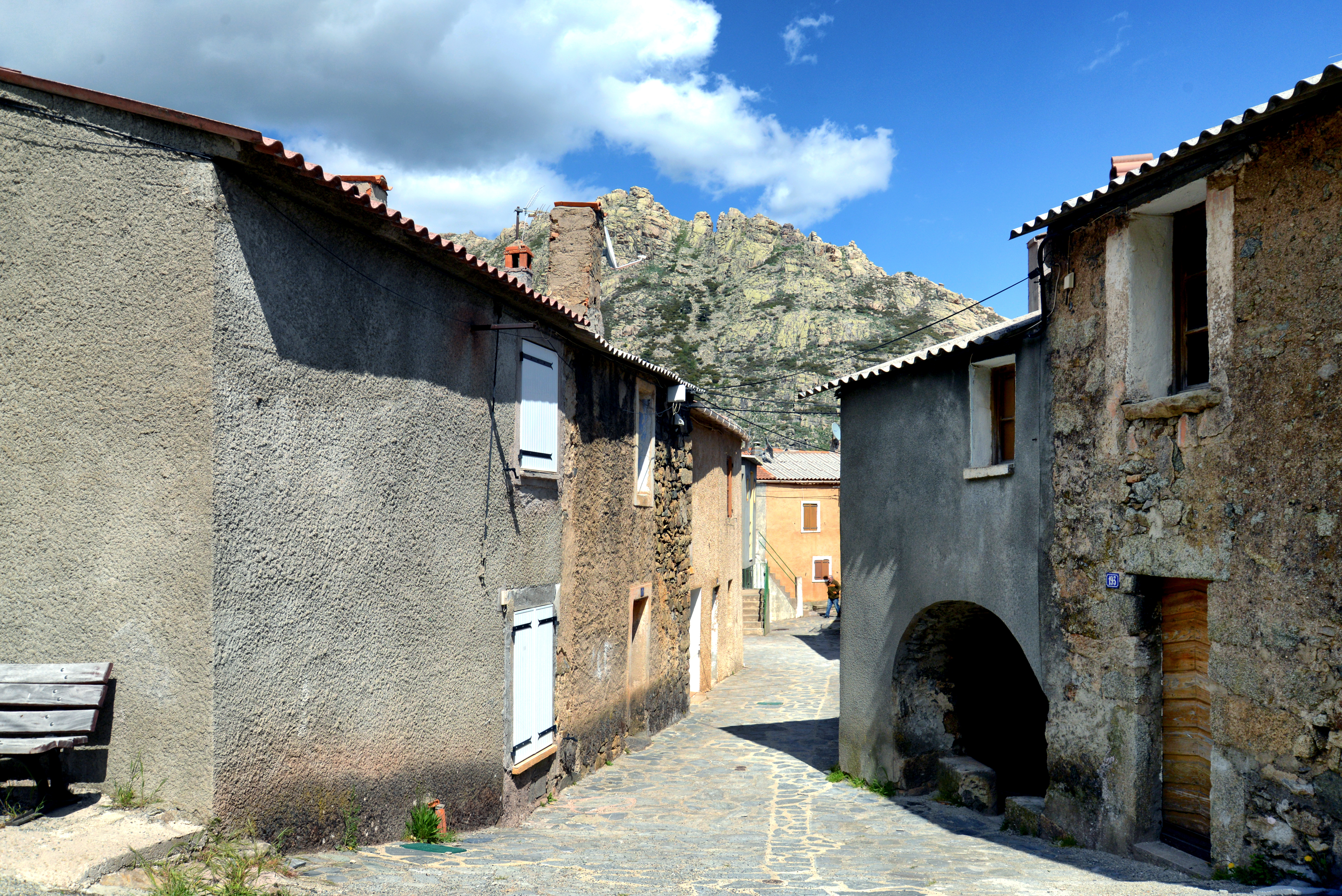
Ruelle de Calasima.

Calasima est un remarquable village. Bâti à 1 100 m d'altitude, Calasima (Calasima) est le plus haut village de Corse. Aujourd'hui hameau d'Albertacce, ce village aux maisons regroupées a son église, son monument aux morts et son cimetière. Calasima est équipé d'un réservoir et d'une station d'épuration.

### Valdu Niellu
La vaste forêt de Valdu Niellu compte quelques résidents. Quelques personnes demeurent à Castellu di Vergio qui dispose d'une structure hôtelière à proximité du stade de neige. En outre, le 2e REP dispose du chalet du Vergio pour ses entraînements en montagne. À Poppaghja se trouve la maison forestière de l'ONF.

## Toponymie
Albertacce passe pour être le berceau des Albertini. 

« Le suffixe en « acce » serait un reste de la plus vieille langue de la Méditerranée, qui subsiste sous la forme de « etché », « la maison  » en Basque, et qui devait signifier à l'origine « l'abri sous roche » du temps des anciens Ibères. »

— Marc Piazza in Le siège de Furiani - Éditions Anima Corsa Bastia octobre 2012 p. 61.

## Histoire

### Préhistoire
Des fouilles entreprises depuis 2006 sur le site de A Curnatoghja à Albertacce et celui de Sidossi hameau de Calacuccia tout proche sur un éperon appelé E Mizane, au bord du lac, ont permis de découvrir certaines pièces archéologiques qui attestent de la présence humaine dès la fin du néolithique et de l'âge du bronze. Il s'agit notamment de tessons de céramiques, d'éléments lithiques comme des éclats, un grattoir et des pointes de flèche.
Le musée archéologique du Niolu de Lucien Acquaviva à Albertacce est destiné à mettre en valeur la spécifique terminologie mégalithique corse. S'y trouve notamment une statue-menhir (a stantara) de Niolu « armée », c'est-à-dire portant une armure complète, une cuirasse des Peuples de la mer et un poignard, qui fut découverte lors de la démolition de la chapelle Saint-Jean-Baptiste décidée en 1985 par le conseil municipal de Calacuccia. Cette pierre baptisée Ghjuvan Battista III avait été intégrée avec deux autres menhirs aux murs de la chapelle Saint-Jean-Baptiste de Calacuccia qui côtoie l'église, lors de sa construction au XIIe siècle, probablement pour confirmer la victoire de la religion catholique sur les rites païens car, au VIIe siècle, le pape Grégoire le Grand avait réclamé que soit réprimé le « culte des pierres » en Corse.

### Antiquité
Selon Ptolémée, la Corse était habitée par douze nations qui, pour la plupart autochtones, n'ont subi l'influence romaine que dans de faibles proportions. Le Niolo a été habité par les Licnini, une peuplade qui occupait le bassin moyen du Golo. Maîtres des pays de Casacconi et d'Ampugnani ils ont dû être refoulés vers la montagne, peuplant les cantons de Caccia et du Niolo. Les Grecs utilisaient le terme « Lieninoï » pour désigner la peuplade.

### Moyen Âge
Il est aussi probable que des colonies sarrasines de Corte ou de la Balagne harcelées par les patriotes chrétiens, aient été refoulées dans le Niolu où l'on trouve les noms significatifs de Calaguccia et de Calasima appliqués à deux villages.

### Temps modernes
Au XVIe siècle vers 1520, la pieve du Niolu était inhabitée. Le Magnifico Officio qui assurait la gestion de la Corse depuis 1453, avait fait détruire en 1503, pendant les guerres de Rinuccio Della Rocca, par les troupes de Niccolò D'Oria, les habitations des villages de Lozzi, l’Acquale, Erco, Corscia, Calacuccia, Casamaccioli, Sidossi et l’Erbechincie.
 L'Office de Saint Georges avait fait de même avec la pieve de Sia (formée par la vallée du Porto) voisine, en ordonnant le dépeuplement de Sia en raison de l'insoumission de ses habitants à la seigneurie des Leca, et en faisant brûler maisons et cultures.
- En 1540, Gênes autorise les Niolins à rentrer dans leur pays, à condition qu'ils n'y bâtissent que des maisons très basses. Quelques années après, sur décision des deux commissaires génois, Troilo de' Negroni et Polo de Moneglia, arrivés avec le nouveau gouverneur, Benedetto Pernice, des familles sont prises dans toutes les localités de l'île pour repeupler Portovecchio dont le nombre d'habitants avait fortement diminué à cause de la malaria[15].
- Dès 1729 le Niolu prit part au soulèvement contre Gênes, créant des troubles en s'opposant à la publication de décisions de justice. Au début mars 1730 les gens du Niolu occupent Vicu et s'emparent de 200 fusils dans la maison du lieutenant. Dans la nuit du 29 au 30 mars 1734, Castineta attaque à Camputile (Niolo), Ghjacumu Santu Petriconi à la tête de 300 hommes des troupes génoises, des Grecs pour la plupart, et l'oblige à se replier sur Vicu.
- 13 janvier 1739, le lieutenant-général Jean-Baptiste-François des Marets, marquis de Maillebois, est ordonné commandant de l'armée du Roi en Corse. Il arrive en Corse. Le 24 juin de la même année le Niolo se soumet au général Maillebois.
- Du 30 juillet au 1er août 1751, des députés et procureurs des pievi en assemblée à Oletta, signent un acte de soumission à la république de Gênes, acte que le roi de France essaie de rendre favorable aux Corses. Des troupes sont prêtes à investir le Niolo qui demeurait réfractaire. Au dernier moment ses habitants font leur soumission le 13 août 1751[16].
- Le 15 mai 1768 les Génois cèdent la Corse à la France.

Après la conquête de l'île par les troupes françaises de Louis XV en 1769, le Niolo connaît une sauvage répression militaire. Les Français mâtent les révoltes naissantes sous le généralat de Pasquale Paoli. Au couvent Saint-François-di-Niolu (en langue corse Conventu San Francescu) de Calacuccia, sont pendus aux châtaigniers du couvent le 23 juin 1774, sur ordre du général Sionville, onze Niolins parmi lesquels un homme d'Albertacce. Son nom, Ghjuvanni Albertini, est mentionné sur la plaque commémorative placée à l'entrée du couvent.
- 1789, la Corse appartient au royaume de France. Avec la Révolution, la pieve de Niolo se trouve dans la juridiction royale de Vico.
- 1790, l'île ne forme qu'un seul département, celui de Corse, avec Bastia comme préfecture.
- 1793, la Convention divise l'île en deux départements qui ont pour nom : Golo et Liamone. La commune qui s'appelle Albertacce, intègre le canton de Niolo, dans le district de Vico, dans le département du Liamone (l'actuelle Corse-du-Sud).
- 1801, Albertacce se trouve dans le canton de Niolo, dans l'arrondissement de Vico, dans le département du Liamone.
- 1811, les deux départements de l'île sont réunifiés par Napoléon Ier qui rétablit le département de Corse. Albertacce se trouve dans l'arrondissement de Corte.
- 1828, Albertacce passe dans le canton de Calacuccia[17].

### Époque contemporaine
- 1954, Albertacce faisait partie du canton de Calacuccia qui était composé des communes de Albertacce, Calacuccia, Casamaccioli, Corscia et Lozzi.
- 1970 : Le 4 juillet, un Canadair, Pélican 22 s'écrase pendant une lutte contre un incendie près de Calasima, 3 personnes sont tuées[18]
- 1973 : sont créés de nouveaux cantons, dont celui de Niolu-Omessa, formé par la fusion imposée des anciens cantons d'Omessa et Calacuccia. Le chef-lieu est Calacuccia.
- 1975, la Corse est à nouveau divisée en deux départements. Albertacce passe en Haute-Corse.

## Politique et administration

### Liste des maires
| Période                                  | Période  | Identité                  | Étiquette | Qualité |
| ---------------------------------------- | -------- | ------------------------- | --------- | --- |
| Les données manquantes sont à compléter. |          |                           |           | |
| 1965                                     | 1985     | Prosper Alfonsi           | MRG       | Directeur commercial - Conseiller général du canton de Calacuccia (1965-1973) Président du Conseil régional |
| mars 2001                                | En cours | Pierre-François Albertini | PRG       | Fonctionnaire                                                                                               |

## Population et société

### Démographie
L'évolution du nombre d'habitants est connue à travers les recensements de la population effectués dans la commune depuis 1800. Pour les communes de moins de 10 000 habitants, une enquête de recensement portant sur toute la population est réalisée tous les cinq ans, les populations de référence des années intermédiaires étant quant à elles estimées par interpolation ou extrapolation. Pour la commune, le premier recensement exhaustif entrant dans le cadre du nouveau dispositif a été réalisé en 2006.

En 2022, la commune comptait 199 habitants, en évolution de +1,02 % par rapport à 2016 (Haute-Corse : +5,15 %, France hors Mayotte : +2,11 %).
| 1800 | 1806 | 1821 | 1831 | 1836 | 1841  | 1846  | 1851  | 1856  |
| ---- | ---- | ---- | ---- | ---- | ----- | ----- | ----- | ----- |
| 715  | 826  | 875  | 940  | 967  | 1 020 | 1 070 | 1 153 | 1 050 |

| 1861  | 1866  | 1872  | 1876  | 1881 | 1886  | 1891  | 1896  | 1901  |
| ----- | ----- | ----- | ----- | ---- | ----- | ----- | ----- | ----- |
| 1 080 | 1 121 | 1 181 | 1 140 | 965  | 1 035 | 1 107 | 1 187 | 1 302 |

| 1906  | 1911  | 1921  | 1926  | 1931  | 1936  | 1946  | 1954  | 1962 |
| ----- | ----- | ----- | ----- | ----- | ----- | ----- | ----- | ---- |
| 1 326 | 1 183 | 1 114 | 1 086 | 1 059 | 1 184 | 1 211 | 1 007 | 429  |

| 1968 | 1975 | 1982 | 1990 | 1999 | 2006 | 2011 | 2016 | 2021 |
| ---- | ---- | ---- | ---- | ---- | ---- | ---- | ---- | ---- |
| 373  | 357  | 323  | 200  | 200  | 225  | 219  | 197  | 202  |

| 2022 | - | - | - | - | - | - | - | - |
| ---- | - | - | - | - | - | - | - | - |
| 199  | - | - | - | - | - | - | - | - |

### Enseignement
L'école primaire publique la plus proche est située à Calacuccia (3,5 km). Le collège public Pascal-Paoli, le plus proche, se trouve à Corte (30 km).

### Santé
Le médecin le plus proche est installé à Calacuccia (3,5 km) ainsi qu'une pharmacie ; plusieurs autres médecins sont à Corte (30 km) où se situe le centre hospitalier intercommunal Corte Tattone, infirmiers et masseurs-kinésithérapeutes.

### Cultes
L'église paroissiale Sainte-Marie relève du diocèse d'Ajaccio.

### Manifestations culturelles et festivités
- Le 16 août : Saint Roch (San Roccu), est la fête patronale d'Albertacce.

A Santa di u Niolu : tous les 8 septembre on célèbre la Nativité de la Vierge au village voisin de Casamaccioli. Le même jour y démarre la foire du Niolo qui dure plusieurs jours.

### Sports

#### Ski

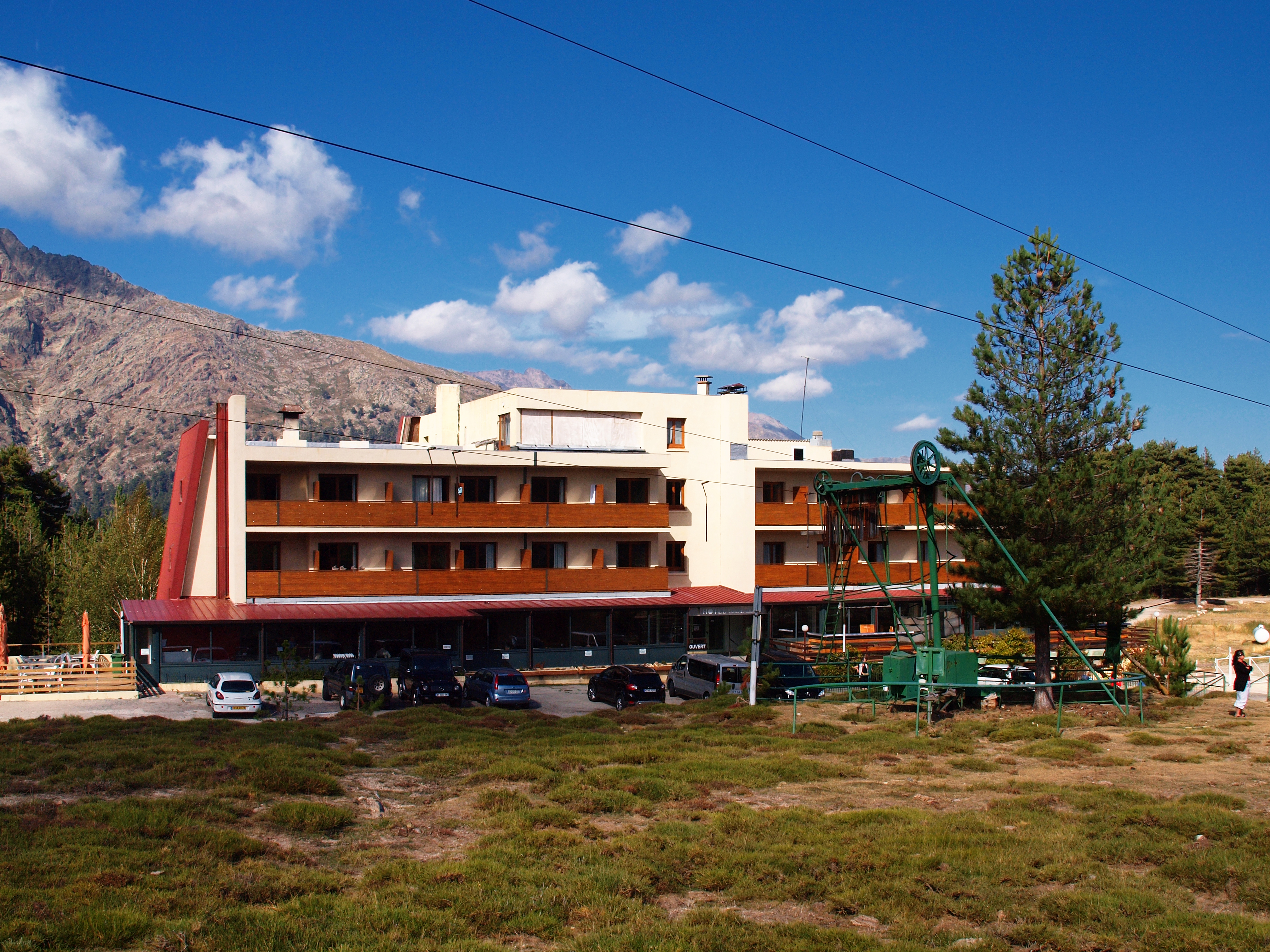
Station de Vergio.

La station de ski de Castellu di Vergio est situé à près de 1,5 km du col de Vergio (1 478 m). Le stade de neige est doté de remontées mécaniques pour 5 pistes de ski plus un téleski-école. Elle est ouverte été comme hiver. S'y trouvent des gîtes d'étapes, un établissement hôtelier et des restaurants de montagne. Elle est aujourd'hui fermée.

#### Randonnées
Ce patrimoine naturel offre la possibilité de nombreuses randonnées :
- Le GR 20 traverse le territoire de la commune dans ses 5e et 6e étapes : de Tighjettu à Ciottulu di i Mori et de Ciottulu di i Mori à Manganu.

- Le GR Mare a mare Nord traverse la commune, reliant par le col de Vergio les villages voisins de Calacuccia et d'Évisa. Il existe un gîte d'étape au village d'Albertacce.

- Des promenades ou randonnées avec un âne sont proposées au départ d’une très belle chataigneraie du village[22]. Elles permettent de découvrir la montagne corse, la région du Niolo, ses nombreux lacs et ses bergeries en empruntant les sentiers de randonnée du GR 20 ou du Mare a mare Nord à dos d'âne.
- En suivant la piste qui prolonge la D 318, on atteint la bergerie de Ballone (affiché 1 h 30 à pied) où l'on peut bivouaquer, trouver du fromage de brebis fermier mais aussi des boissons et une restauration cuisine familiale.

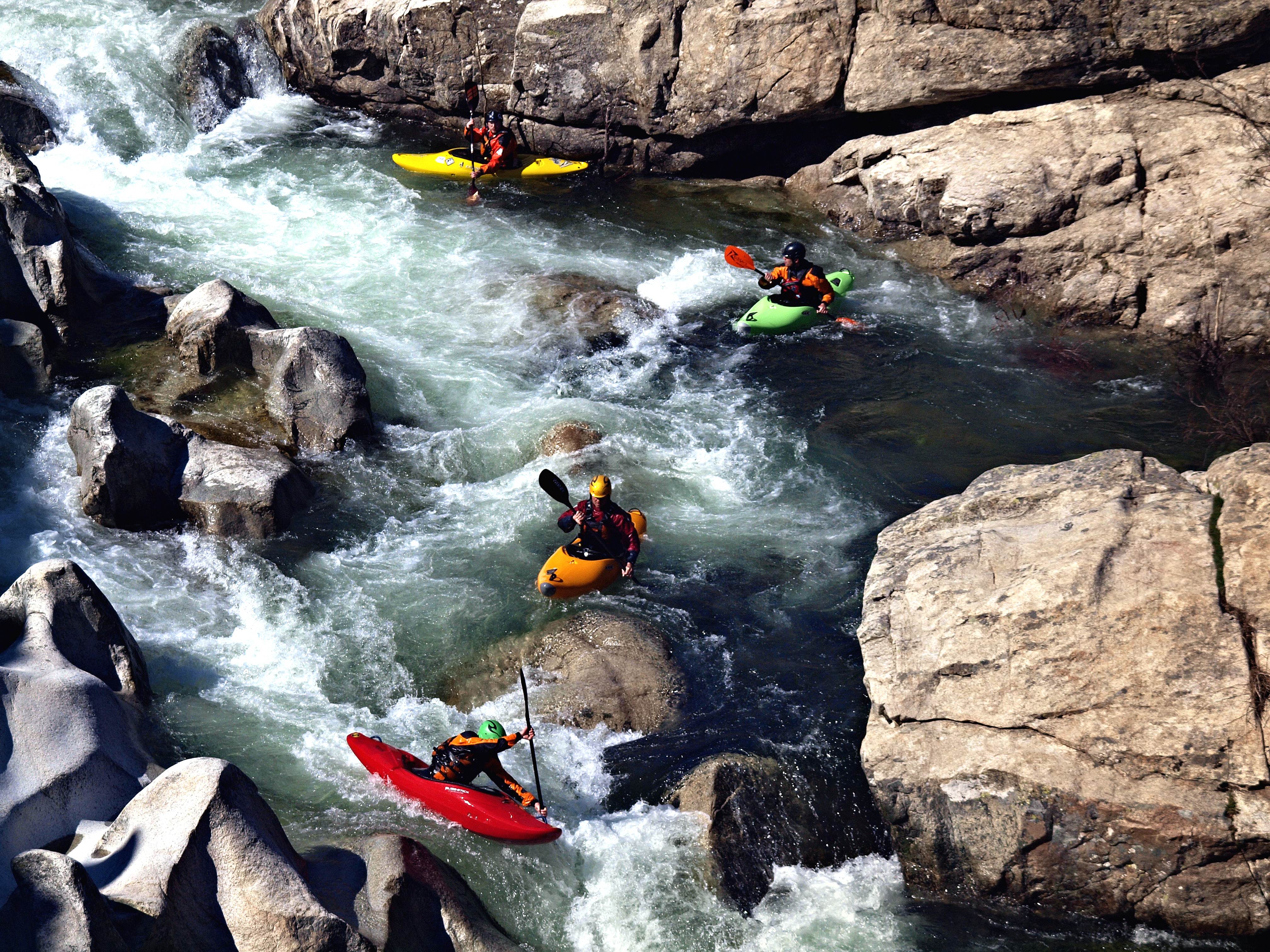
Kayaks en amont du Ponte Altu sur le Golo.

- Parc aventure installé à proximité de la maison forestière de Poppaghia dans la forêt de Valdu Niellu.
- Canyoning et canoë-kayak sur le Golo, au printemps.

## Économie

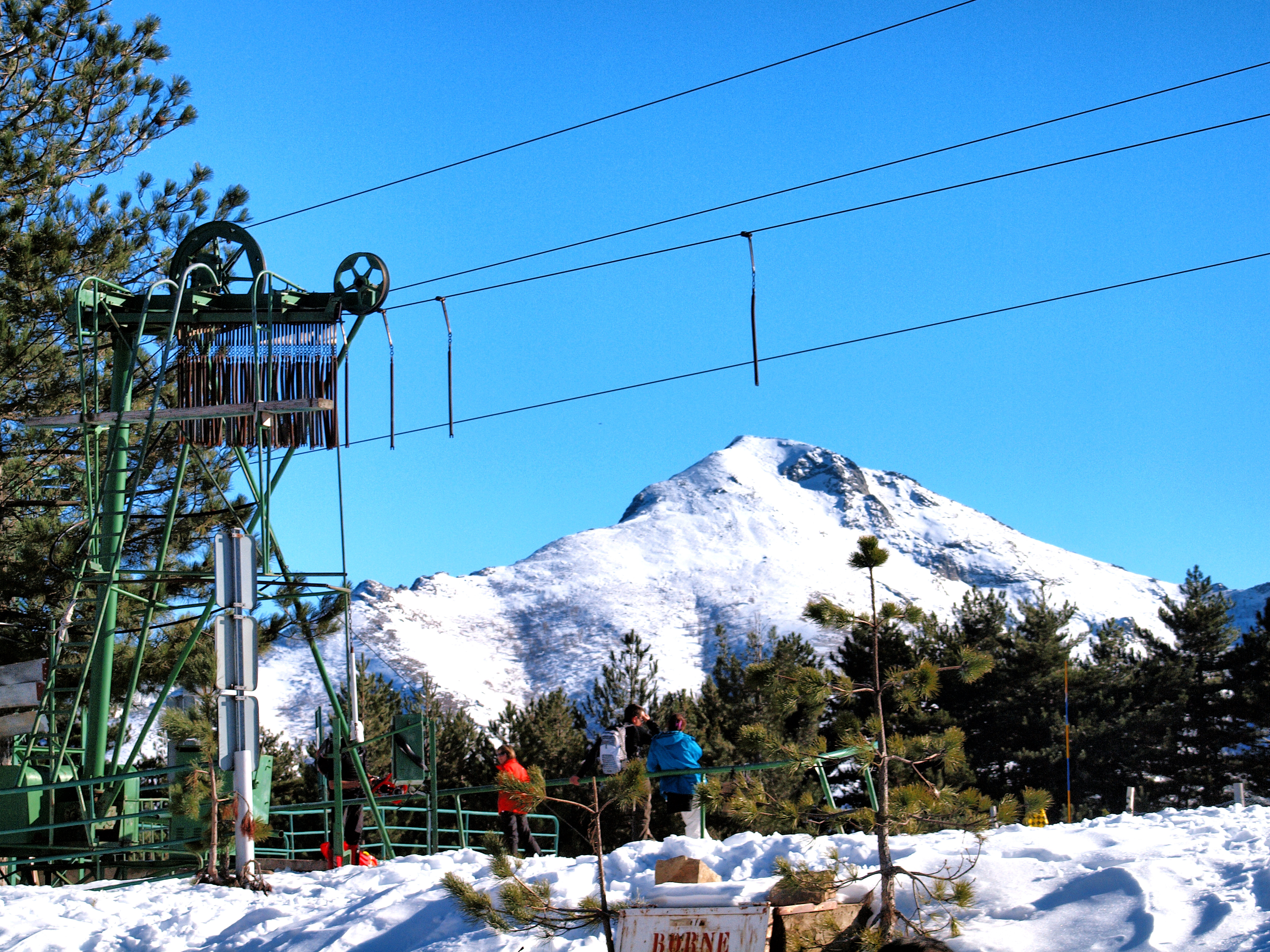
Capu a u Tozzu depuis la station de ski de Vergio.

Le Niolo est une microrégion située au centre nord-ouest de Corse, à l'ouest de Corte. Il se compose des communes de Corscia, Calacuccia, Albertacce (E Lubertacce), Lozzi et Casamaccioli (Casamacciuli). Il se trouve dans le parc naturel régional de Corse et est depuis toujours une terre de bergers et de traditions.
L’économie du Niolo est en effet restée dominée jusqu’au siècle dernier par le pastoralisme avec ses mouvements réguliers de troupeaux de chèvres et de brebis à la recherche de pâturages : au début de l’automne, les bergers conduisaient leurs bêtes vers les plaines côtières tandis qu’à la fin du printemps, c’était la montée vers les alpages.
Il faut goûter au fromage niulincu (Niolo en français) pour en connaître vraiment son caractère. Il a une pâte molle ; mais pour être vraiment bon, celle-ci doit être un peu ferme, onctueuse, sans trou, et être affinée dans toute son épaisseur. L'ancien « chemin de la transhumance » partant de Barghiana (Manso), empruntait au départ la piste en bout de la route D 351, passait par le Ponte di e Rocce, le col de Caprunale, le refuge de Puscaghia du P.N.R.C., (Évisa), Capu Tafunatu en direction du col de Vergio sur la commune d'Albertacce.
Si l'agropastoralisme a fortement diminué dans le Niolo, il reste toujours quelques bergers qui fabriquent désormais des fromages aux normes en vigueur. Charcuterie et farine de châtaigne sont également produits dans la commune. La montagne attirant de plus en plus de visiteurs, le tourisme apporte des ressources nouvelles aux habitants et est créateur d'emplois.
De nos jours les sentiers de transhumance sont quasi abandonnés. Cependant les élevages (porcin, caprin et plus récemment bovin) se sont développés, devenant la principale activité de la commune. Dès la sortie du village pour monter au col de Vergio, les bêtes sont présentes dans des enclos mais aussi sur la route.
La station de ski de Vergio (Campu di neve), à 22 km du village et à environ 1 km sous le col de Vergio (1 478 m), ne bénéficie pas des ressources que procure la neige dans les stations du « continent » ; la raison en est à la fois un faible nombre de jours d'enneigement, une épaisseur de couche de neige faible la plupart du temps, et des pistes trop courtes, pas de quoi satisfaire la clientèle.
Par ailleurs, et ce depuis le 11 mai 2010, l'association de pêche "AAPPMA A NIULINCA" a transféré son siège à la mairie d'Albertacce. Cette association, forte de 150 membres, regroupe les cinq communes du canton et gère le milieu aquatique de cette magnifique région où le Golo prend sa source.

## Culture locale et patrimoine

### Lieux et monuments

#### Ponte Altu

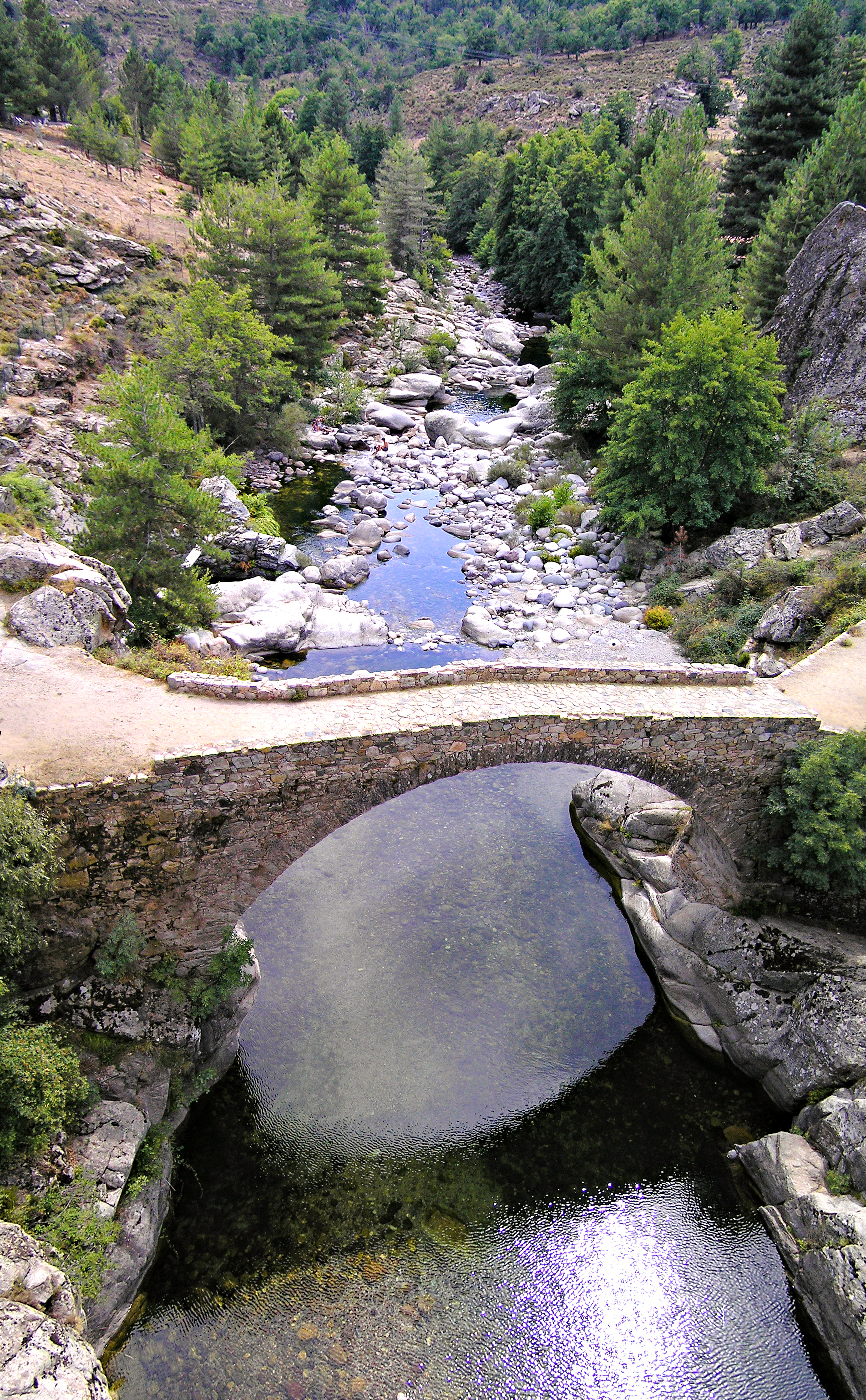
Ponte Altu.

Ponte Altu est un pont génois sur le Golo, en aval du pont routier de la D84.

#### Pont de Muricciolu
Ce pont génois (Ponte Muricciolu) sur le Viru, affluent (rg) du Golo, est situé à 852 m d'altitude, à 1 km à « vol d'oiseau » au nord-est du Ponte Altu et en amont de la confluence du Viru avec le ruisseau du Valdellu. Tout proche du pont se trouve un oratoire. Tous deux sont situés sur le parcours du GR Mare a mare Nord.

#### Autres patrimoines civils
- Statue du « Christ Roi » au col de Vergio (1 478 m), monolithe de 6 mètres de haut taillé dans un bloc de granit rose corse, d'une hauteur totale avec socle de 9,50 mètres. Elle est l'œuvre du sculpteur corse Noël Bonardi. Elle est sur la commune d'Albertacce, en limite de la commune d'Evisa, en bordure de la route D 84. Une aire de stationnement permet de s'y arrêter et d'admirer les remarquables paysages à la ronde : le Niolo avec le lac de Calacuccia, les sommets avoisinants de la chaîne du Cinto ainsi que d'apprécier l'étendue des vastes forêts de Valdu Niellu et d'Aïtone.
- Monument aux morts de Calasima, situé à l'entrée du hameau. Il est le plus haut monument aux morts de Corse, érigé à 1 093 m d'altitude.

#### Église paroissiale Sainte-Marie d'Albertacce

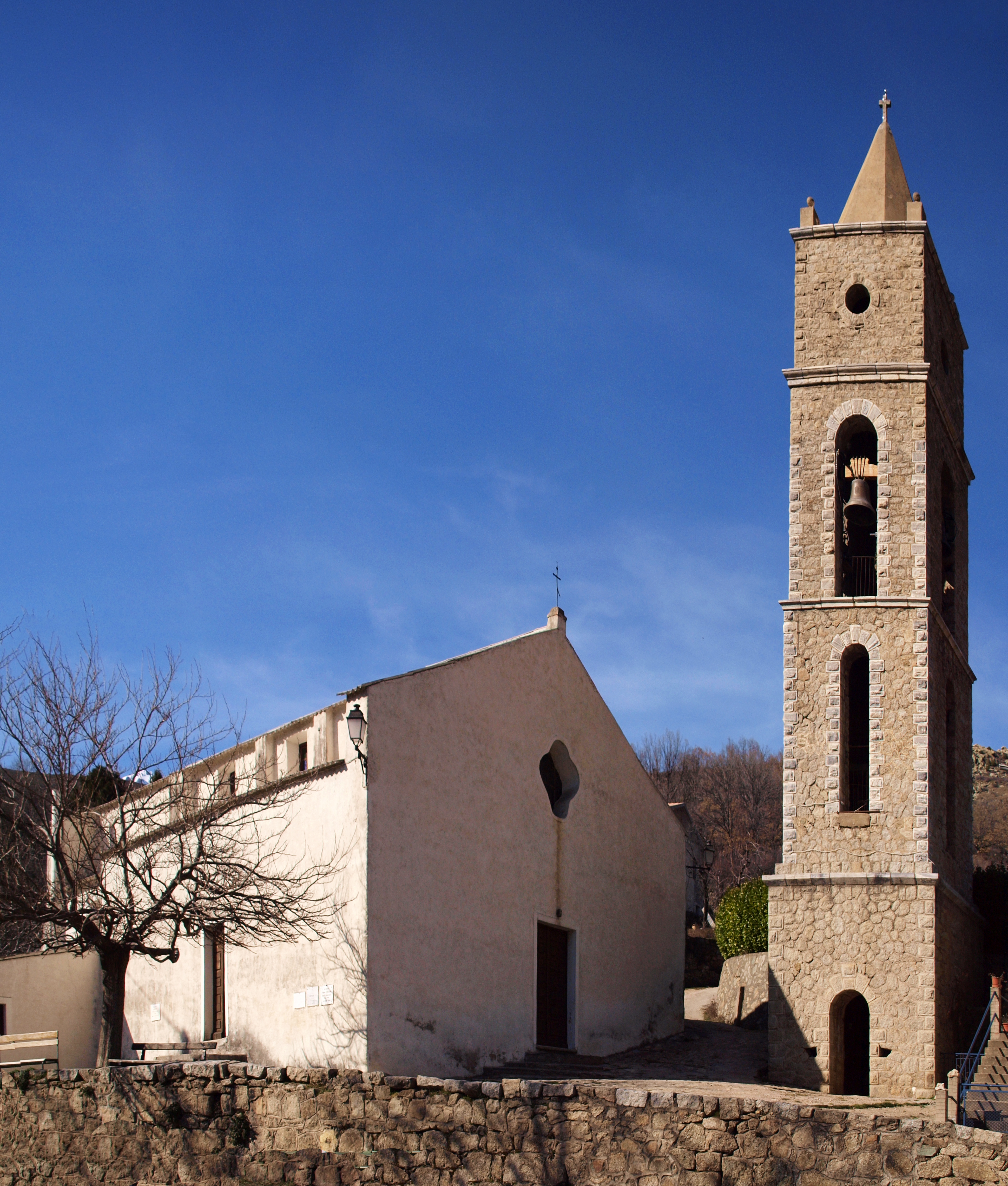
Église Santa Maria.

L'église paroissiale Sainte-Marie (Santa Maria) a la particularité d'avoir un clocher isolé, en pierres apparentes. Les murs mêmes de l'église sont enduits. Sur la façade latérale de droite, sont apposées des plaques de marbre sur lesquelles sont inscrits les noms de religieux (curé, doyen, chanoine et vicaire) qui y reposent.

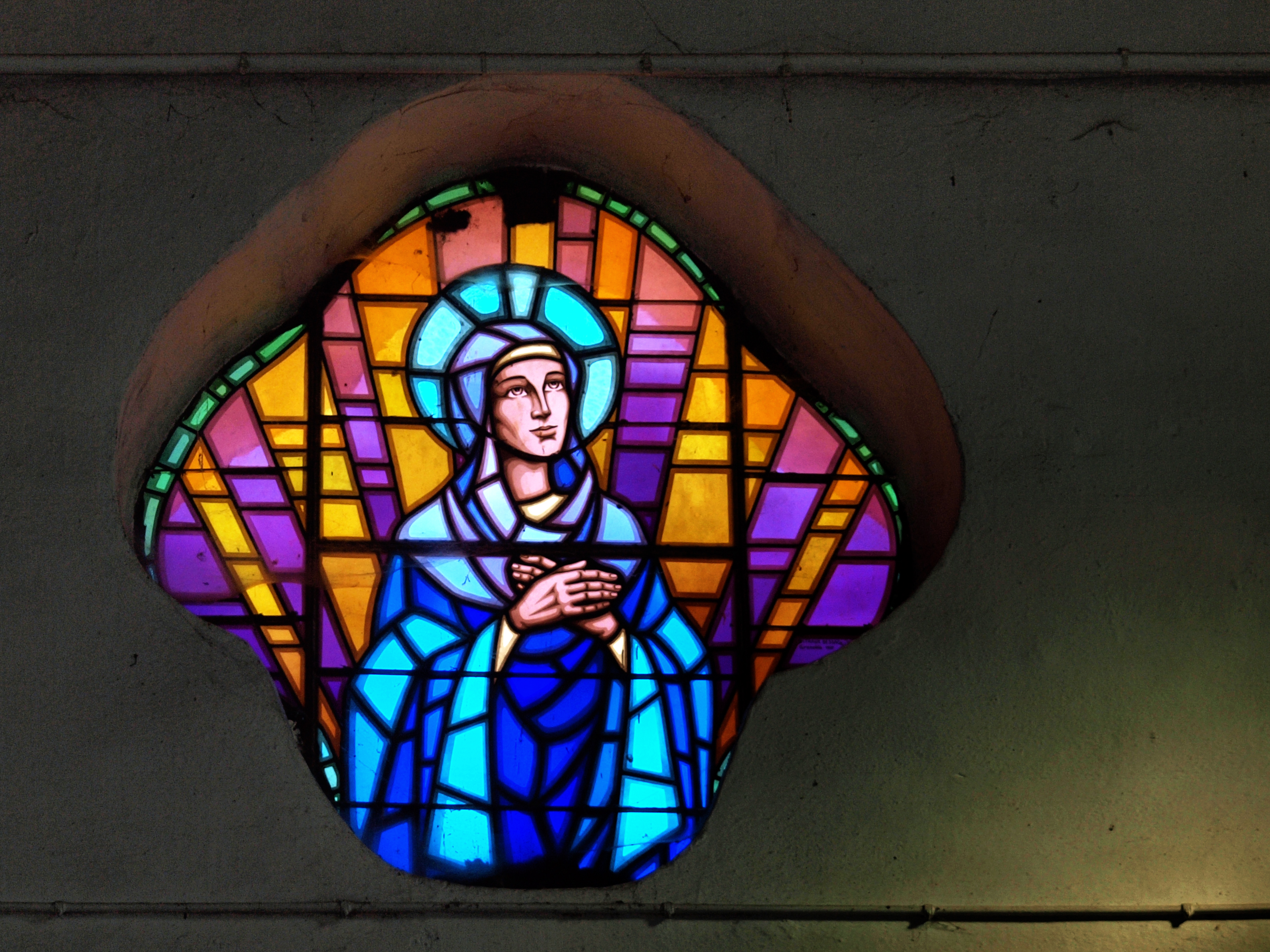
Vitrail de l'entrée de l'église paroissiale.
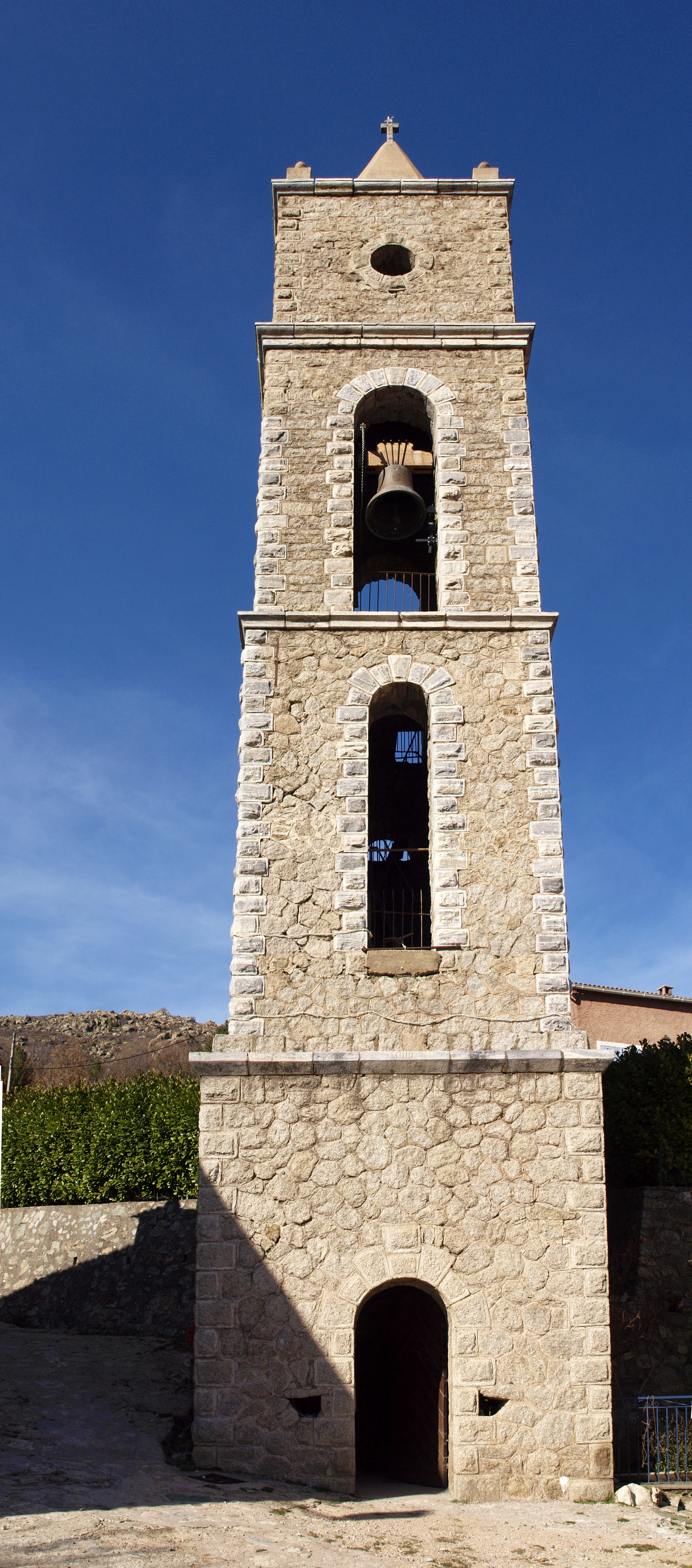
Le campanile.
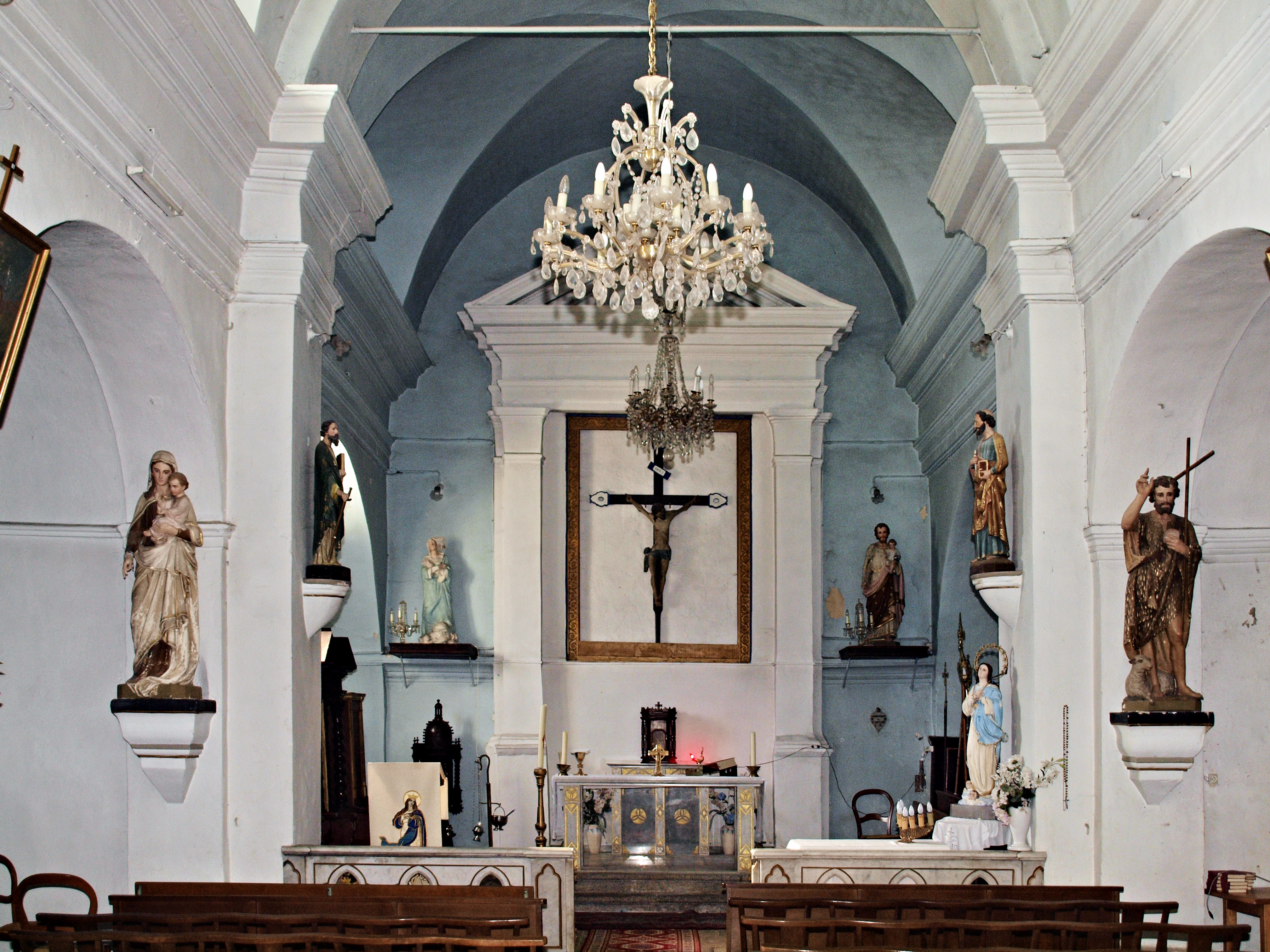
Intérieur de l'église.
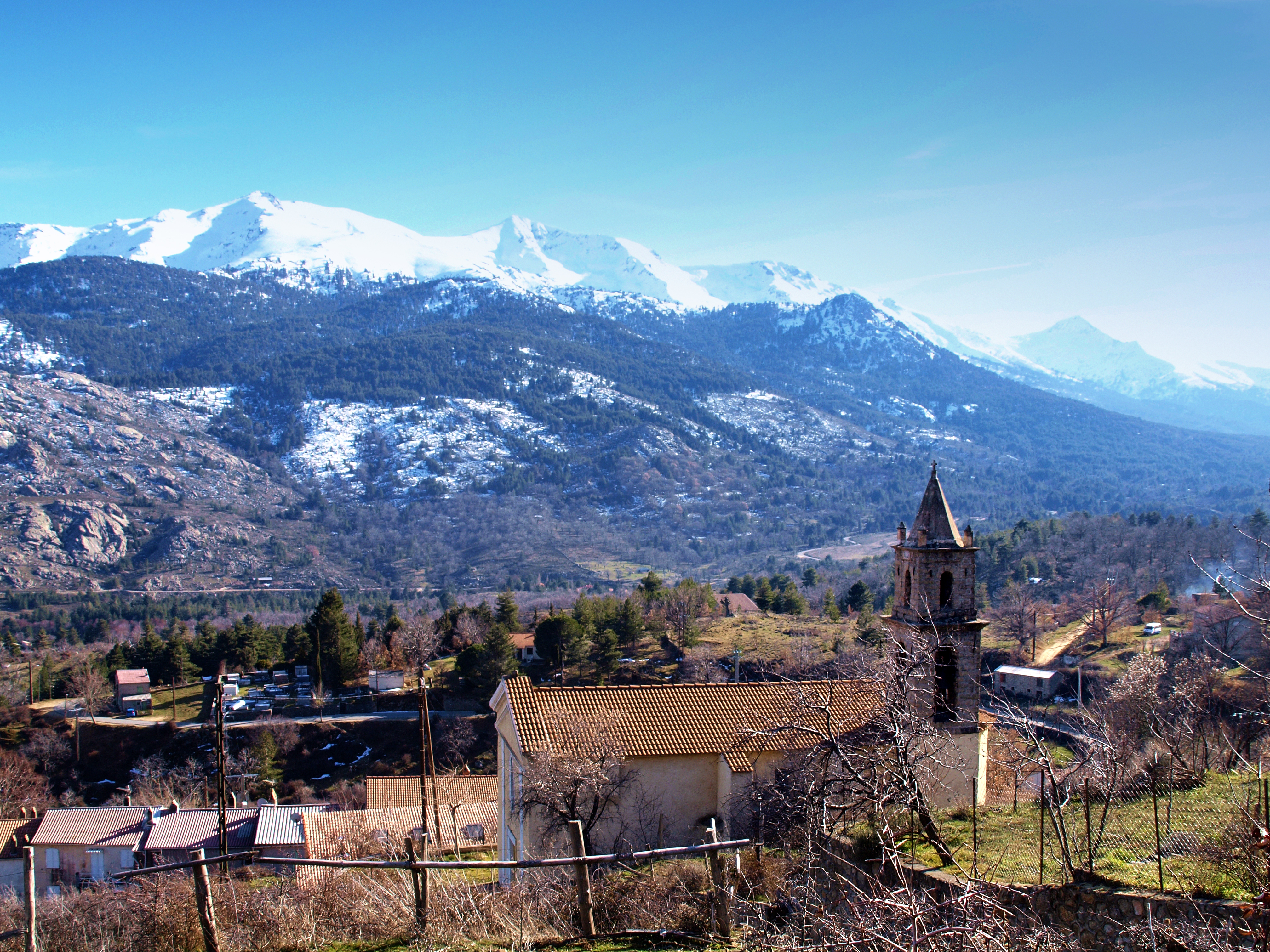
L'église de Pietra-Zitamboli.

#### ChapelleSaint-Benoit d'Albertacce

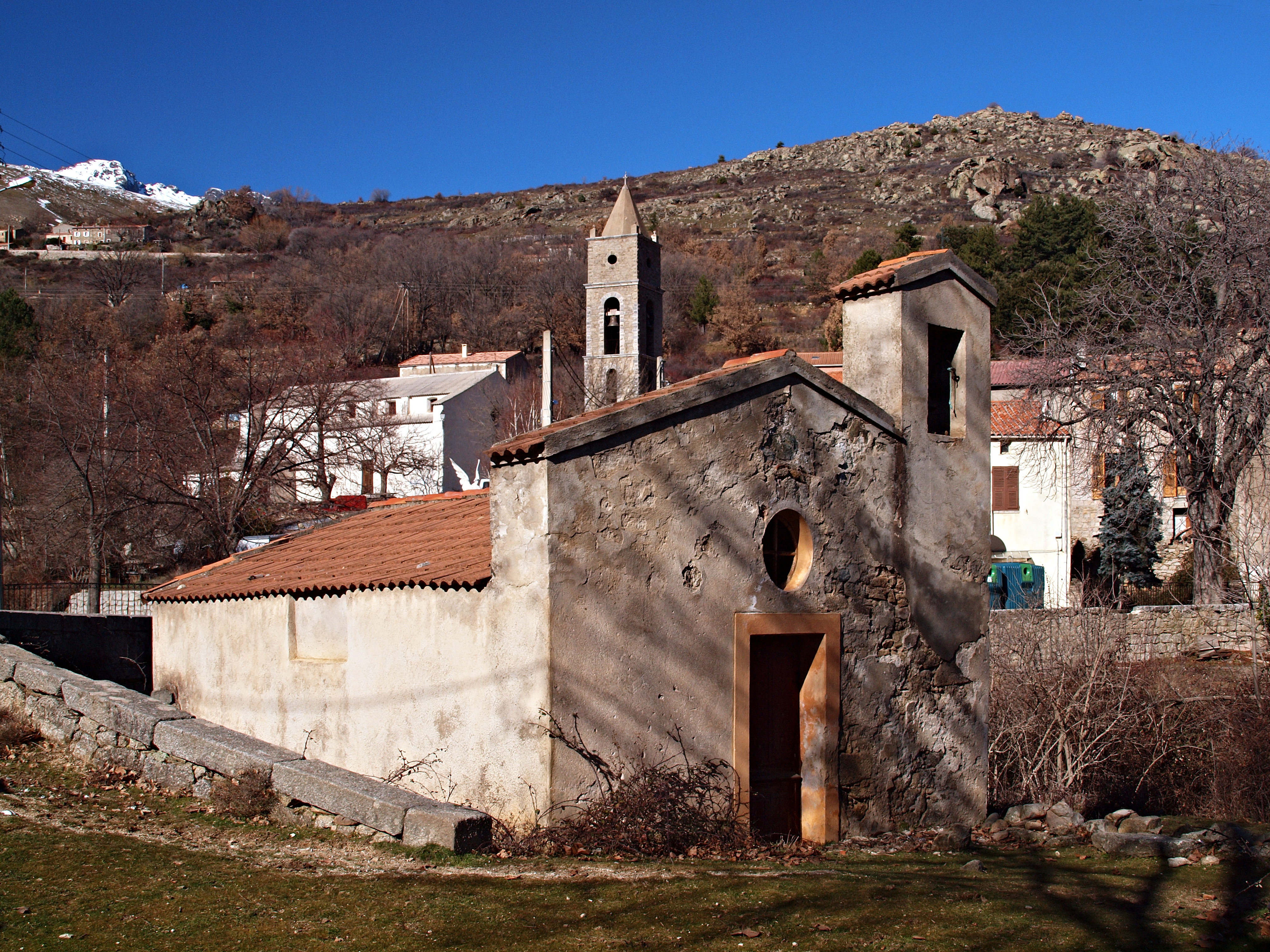
Chapelle Saint-Benoit

La chapelle Saint-Benoit

#### Chapelle Saint-Hyacinthe d'Albertacce
La chapelle Saint-Hyacinthe (San Roccu) est située dans le vieux village.

#### Église Saint-Jacquesde Pietra-Zitamboli
Cette petite église est située entre les deux hameaux, dans une pente courte mais raide. Elle possède une remarquable porte d'entrée. Son clocher est identique à celui de l'église paroissiale Sainte-Marie d'Albertacce.

#### Chapelle Saint-Nicolasde Calasima
Cette petite église restaurée, domine le village. Son clocher en pavillon est identique à ceux de nombreuses églises du Niolu.

#### Chapelle de San Rimeriu
Cette chapelle ruinée est située à environ 1 050 m d'altitude, en bordure du Golo.

### Patrimoine culturel

#### Musée archéologique du Niolu
Ce "musée" qui n'est pas reconnu mais qui figure sur tous les guides, est le seul à traiter de l'archéologie préhistorique de la Haute-Corse. Y sont exposés des objets divers provenant de fouilles sur les sites de Sidossi (Calacuccia) ou de A Curnatoghja à Albertacce. S'y trouve la Stantara di Niolu, statue-menhir « armée ».

### Patrimoine naturel

#### Parc naturel régional
Albertacce est une commune adhérente au parc naturel régional de Corse, dans son « territoire de vie » appelé Centre Corse.

#### Réserve biologique dirigée
Valduniellu (FR2300137)
La zone, créée par arrêté ministériel du 11 janvier 1995, couvre 308,3 ha de la commune d'Albertacce. Elle fait l'objet de la fiche Valduniellu (FR2300137)

#### ZNIEFF
Albertacce est concernée par quatre Zones Naturelles d'Intérêt Ecologique Faunistique et Floristique (ZNIEFF) :
Pelouses sommitales du monte Cinto
ZNIEFF 940013188 : La zone limitée à l'arête culminale du Cinto, ne concerne que cinq communes. Elle comprend d'ouest en est les sommets suivants : - la Punta Minuta, qui domine le cirque de Trimbolaccia - le Capu Rossu - le Capu Larghia - la Punta Crucetta - la Pointe des Éboulis - le Monte Cinto - le Capu a Verdatu. C'est un secteur constitué d'éboulis et de blocs de rochers avec çà et là des pelouses rases. Les conditions climatiques y sont extrêmes avec un enneigement prolongé qui persiste huit à neuf mois et des névés permanents aux ubacs.
Crêtes et hauts versants asylvatiques du Monte Cinto
ZNIEFF 940004233 : Albertacce fait partie des 16 communes incluses dans cette zone. C'est dans un ensemble montagneux où culmine le Monte Cinto (2 706 m) que prennent naissance plusieurs fleuves dont le Fango.
Crêtes et hauts versants asylvatiques du Monte Rotondo
ZNIEFF 940004246 : Albertacce fait partie des 25 communes incluses dans cette zone. Située au cœur de la chaîne montagnarde de la Corse, elle est constituée par les crêtes et les hauts versants du Massif du Rotondo (2 622 m), et est comprise entre 800 et 2 622 mètres d’altitude.
Forêt d'altitude de Valdoniello
ZNIEFF 940004208 : d'une superficie de (4 099 ha) des communes d'Albertacce, Casamaccioli et Calacuccia, la zone couvre l'ensemble des forêts d'altitude de la partie occidentale de la cuvette du Niolu. Elle comprend la forêt communale de Casamaccioli, la forêt territoriale de Valdoniello et la forêt communale d'Albertacce.

#### Natura 2000
Albertacce est concernée par un site d'intérêt communautaire (Dir. Habitat) et une zone de protection spéciale (Dir. Oiseaux) :
Massif montagneux du Cinto
L'arrêté du 25 mars 2011 porte désignation du SIC Natura 2000 Massif montagneux du Cinto (zone spéciale de conservation) sur une partie du territoire des communes de Albertacce, Asco, Corscia et Calenzana en Haute-Corse et sur celle d'Évisa en Corse-du-Sud. Le massif comporte l'arête sommitale de la Corse qui compte dix sommets de plus de 2 000 m dont le Cintu, plus haut sommet de la Corse. Le site couvre une superficie de 13 806 ha. On y observe notamment la présence du Genévrier thurifère, du Mouflon de Corse et de la truite macrostigma laquelle est menacée par les lâchers de souches de truites domestiques avec un risque de pollution génétique.
Forêts Territoriales de Corse
C'est par l'arrêté du 26 octobre 2004 portant désignation du site Natura 2000 Forêts Territoriales de Corse (zone de protection spéciale), qu'a été créée cette zone d'une superficie de 13 223 ha. Concernant 9 communes de Corse-du-Sud, soit 26 %, et 17 communes de Haute-Corse, soit 74 %, la ZPS est représentée par un ensemble de forêts territoriales de la chaîne montagneuse centrale de la Corse qui se répartit sur une douzaine de  secteurs, peuplés essentiellement de pins laricio, un biotope de prédilection de la sittelle corse. On y observe aussi l'Autour des palombes cyrno-sarde, sous-espèce endémique, ainsi que quelques couples d'aigles royaux.

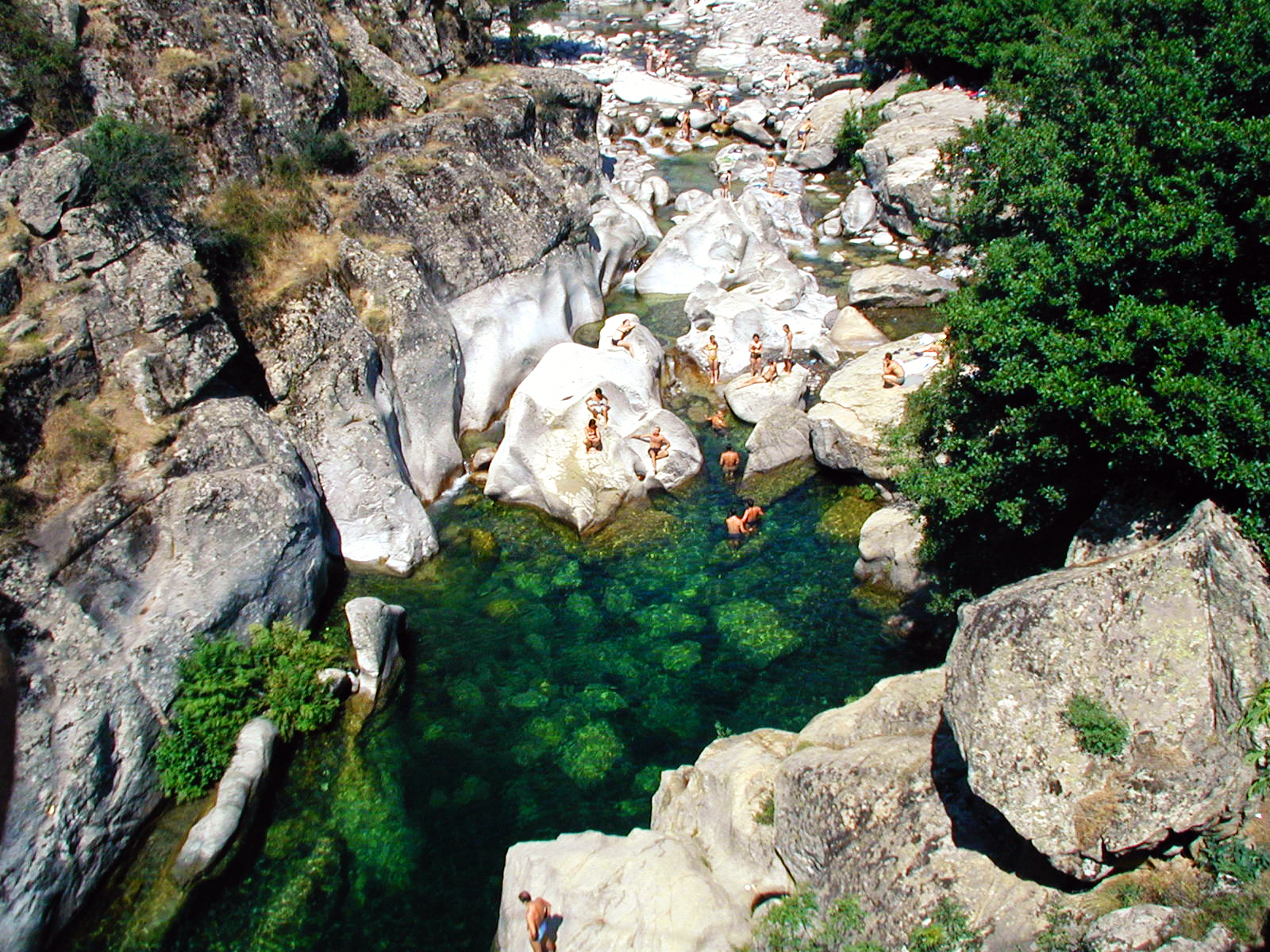
Le Golo en amont du Ponte Altu.
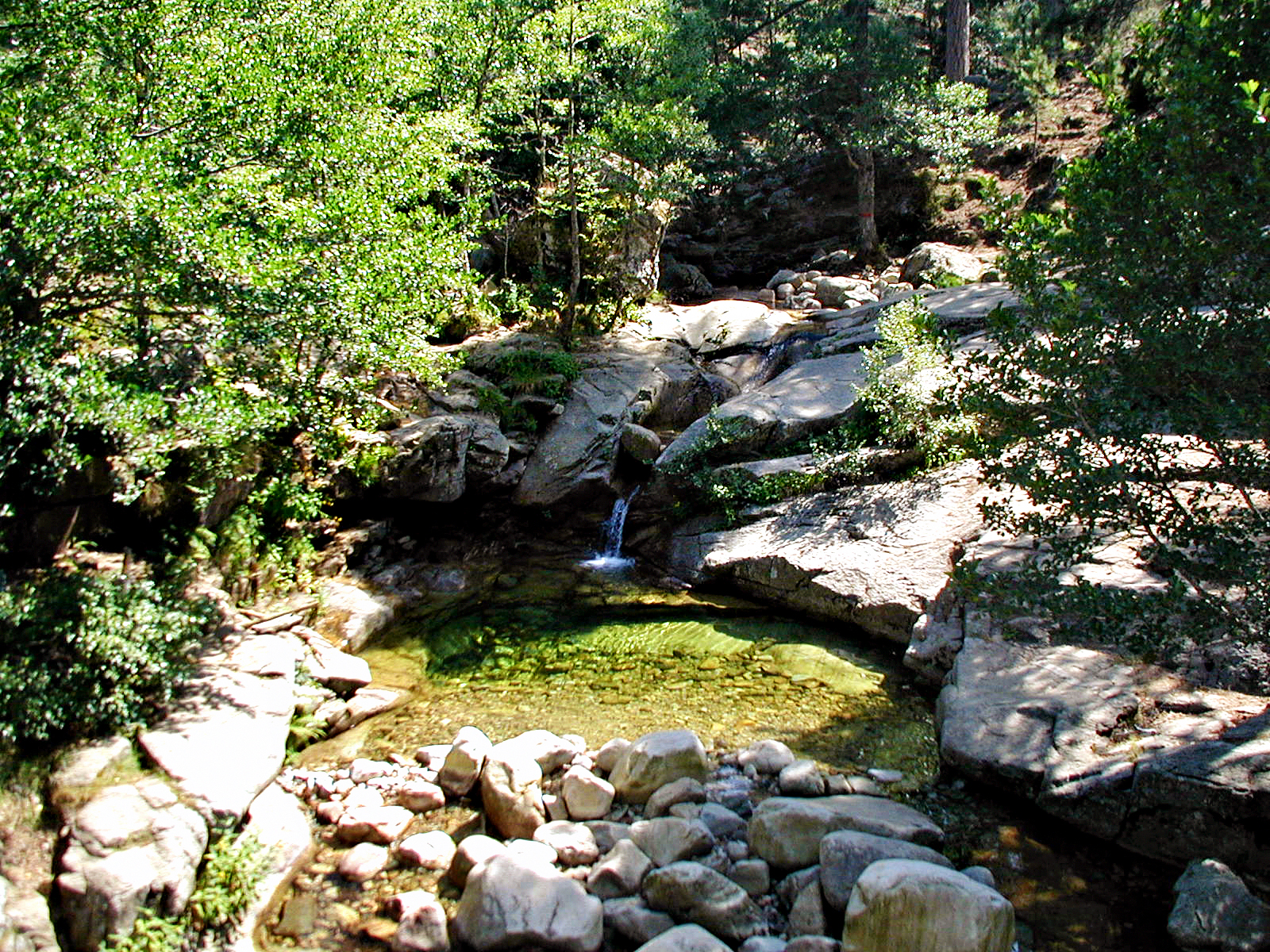
Ruisseau de Cuccagna dans la forêt de Valdu-Niellu.
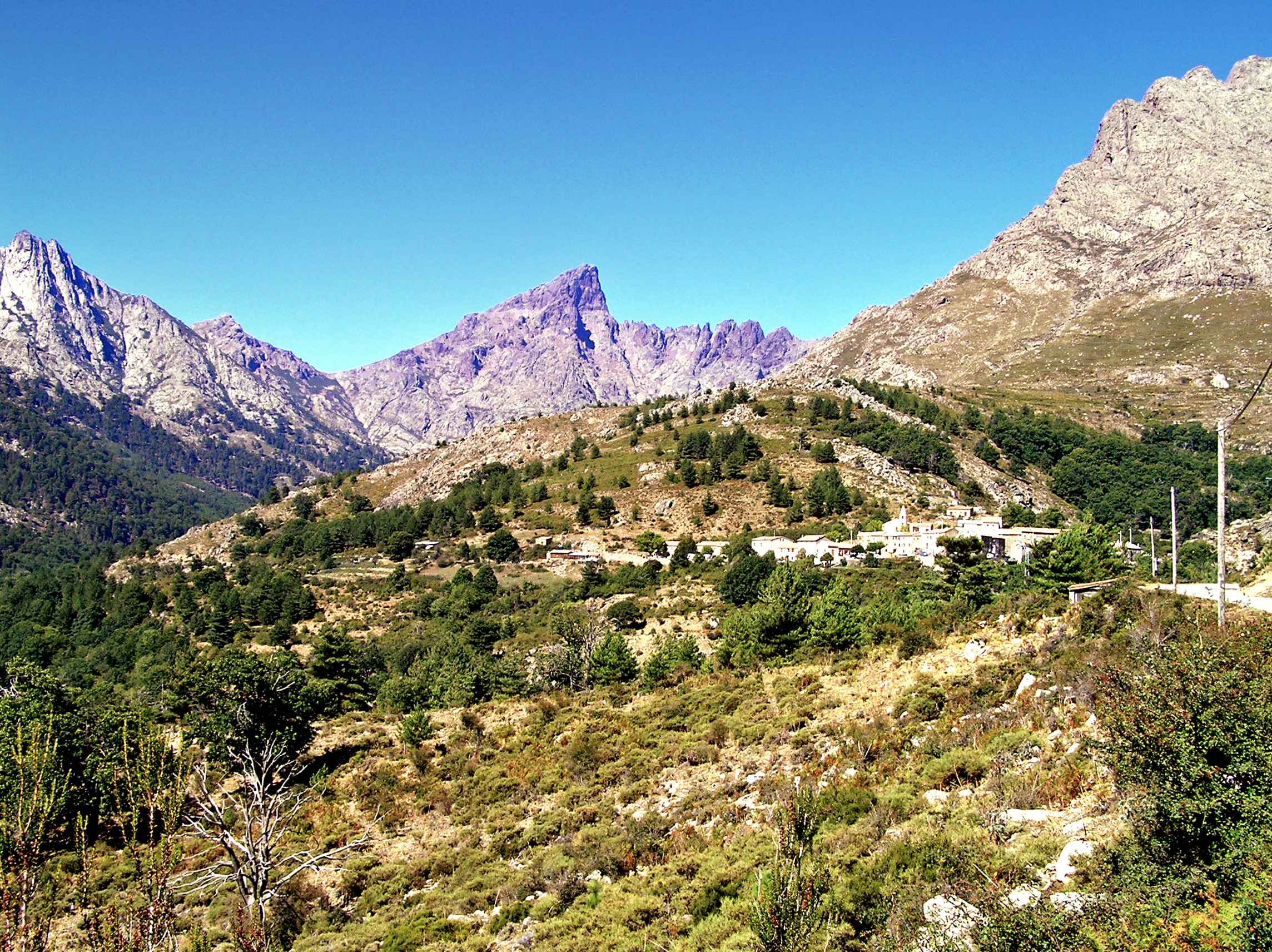
Village de Calasima et Paglia Orba.
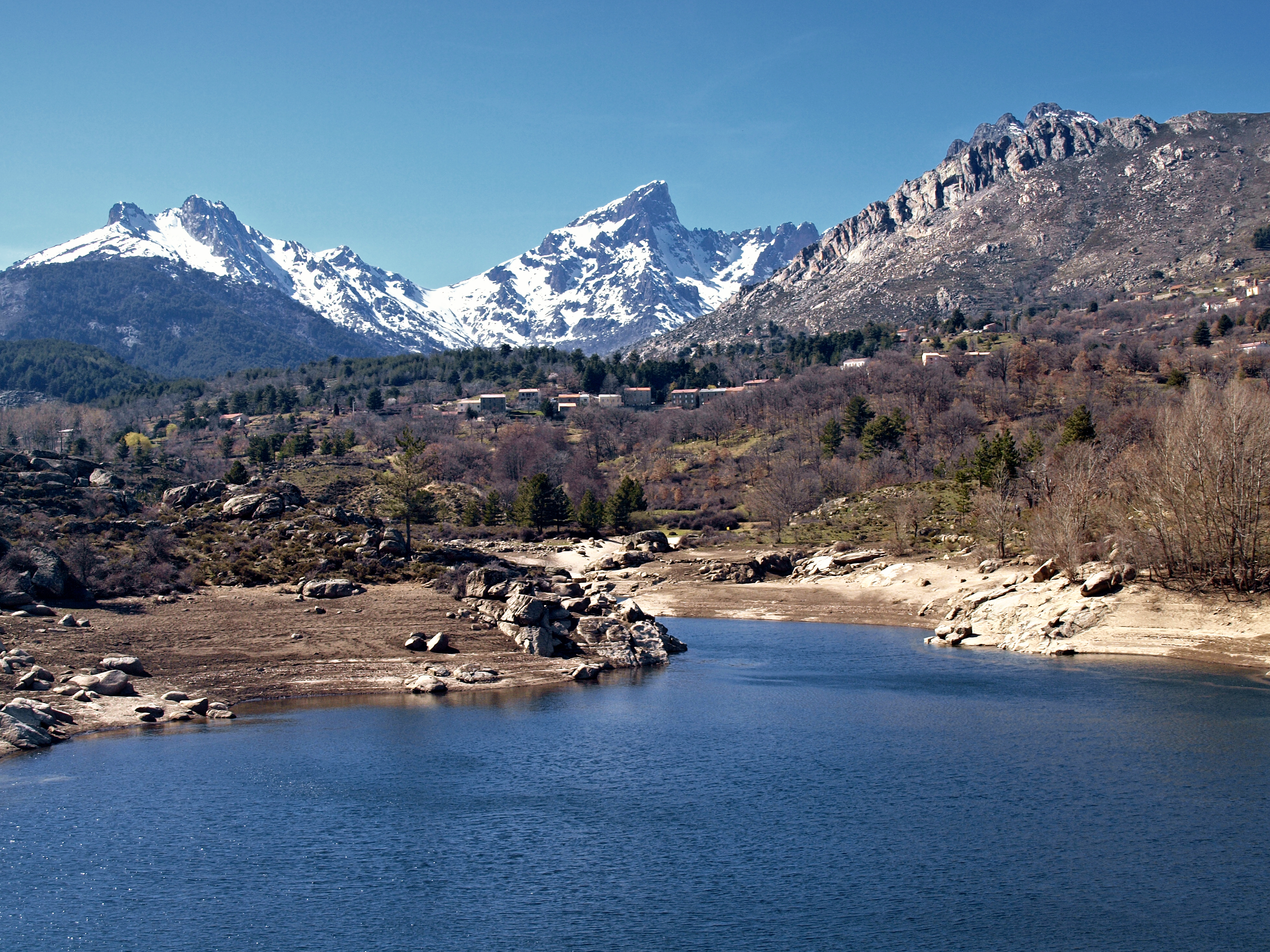
Le Golo au lac de Calacuccia.

### Personnalités liées à la commune
- Prosper Alfonsi, 1er président de l'Assemblée de Corse, du 20 août 1982 au 24 août 1984.
- Pasquine Albertini, auteur de l'ouvrage Sade et la République, Paris, L’Harmattan, 2006, 124 pp., (coll. Ouverture Philosophique)[31]. Depuis le 1er janvier 2012, Pasquine Albertini est la directrice de la communication des Armateurs de France, organisation professionnelle des entreprises françaises de transport et de services maritimes.
- Jean-Laurent Albertini[32] (8 septembre 1949-...), artiste peintre originaire d'Albertacce. Agrégé d'arts plastiques, il fut élève à la prestigieuse Académie Julian (ESAG Penninghen) et de l'École Nationale Supérieure de Beaux Arts (ENSBA). Il poursuit aujourd'hui un important travail artistique ayant pour objet sa région d'origine et comme finalité d'exprimer ce que Cézanne qualifiait de « ma petite sensation ».
- Jean-Benoît Albertini (1963 -...), originaire d'Albertacce, haut fonctionnaire français, actuellement secrétaire général du ministère de l'Intérieur.
- Jean-Paul Albertini, originaire d'Albertacce, est un haut fonctionnaire français. Tout d’abord auditeur à la Cour des comptes en 1991, puis chargé de mission auprès de M. Pierre Joxe, il devient en 1994 chef du bureau Union Européenne à la direction des relations économiques extérieures du Ministère de l’Économie et des finances. Il rejoint en 1997 le cabinet de M. Pierre Moscovici comme conseiller technique chargé des questions économiques intra-communautaires. De 1999 à 2002, il est tour à tour conseiller pour les affaires européennes et internationales au cabinet de Mme Dominique Voynet, ministre de l’Aménagement du territoire et de l’environnement, puis directeur adjoint de ce même cabinet. Il devient par la suite directeur de cabinet de M. Yves Cochet, lorsque celui-ci succède à Mme Voynet dans ses fonctions. Ce conseiller référendaire à la Cour des comptes, diplômé de l’IEP Paris et ancien élève de l’ENA, est nommé, en juin 2006, Directeur général de la Société d’économie mixte d’aménagement de l’est de Paris, la SEMAEST[33]. Le 29 juin 2012, Jean-Paul Albertini a été nommé conseiller spécial auprès de Delphine Batho, Ministre de l'écologie, du développement durable et de l'énergie[34].
- Lucie Albertini, épouse de Eugène Guillevic, poète Grand Prix de la poésie de l’Académie française en 1976, le Grand Prix national de la poésie en 1984 et le Prix Goncourt de la poésie en 1988.
- Pierre Albertini[35], originaire d'Albertacce, militant du Mouvement pour l'autodétermination (MPA) fondé en 1990 par Guy Orsoni, mort à l'âge de 34 ans assassiné le 30 août 1995 à Bastia.